# Leichtathletik-Weltmeisterschaften 2009
| Medaillenspiegel (Endstand nach 47 Entscheidungen) | Medaillenspiegel (Endstand nach 47 Entscheidungen) | Medaillenspiegel (Endstand nach 47 Entscheidungen) | Medaillenspiegel (Endstand nach 47 Entscheidungen) | Medaillenspiegel (Endstand nach 47 Entscheidungen) | Medaillenspiegel (Endstand nach 47 Entscheidungen) |
| Platz                                              | Land                                               | G                                                  | S                                                  | B                                                  | Gesamt                                             |
| -------------------------------------------------- | -------------------------------------------------- | -------------------------------------------------- | -------------------------------------------------- | -------------------------------------------------- | -------------------------------------------------- |
| 1                                                  | USA                                                | 10                                                 | 6                                                  | 6                                                  | 22                                                 |
| 2                                                  | Jamaika                                            | 7                                                  | 4                                                  | 2                                                  | 13                                                 |
| 3                                                  | Kenia                                              | 4                                                  | 6                                                  | 1                                                  | 11                                                 |
| 4                                                  | Deutschland                                        | 2                                                  | 4                                                  | 3                                                  | 9                                                  |
| 5                                                  | Polen                                              | 2                                                  | 4                                                  | 2                                                  | 8                                                  |
| 6                                                  | Äthiopien                                          | 2                                                  | 2                                                  | 4                                                  | 8                                                  |
| 7                                                  | Großbritannien                                     | 2                                                  | 2                                                  | 2                                                  | 6                                                  |
| 8                                                  | Russland                                           | 2                                                  | 1                                                  | 7                                                  | 10                                                 |
| 9                                                  | Volksrepublik China                                | 2                                                  | 1                                                  | 1                                                  | 4                                                  |
| 10                                                 | Südafrika                                          | 2                                                  | 1                                                  | –                                                  | 3                                                  |
| Vollständiger Medaillenspiegel                     |                                                    |                                                    |                                                    |                                                    |                                                    |

Die 12. Leichtathletik-Weltmeisterschaften (offiziell 12th IAAF World Championships in Athletics berlin 2009™ oder 12. IAAF Leichtathletik Weltmeisterschaften berlin 2009™) fanden vom 15. bis 23. August 2009 im Olympiastadion der deutschen Hauptstadt Berlin statt. Eine Ausnahme bildeten die Veranstaltungen im Marathonlauf sowie das 20- bzw. 50-Kilometer-Gehen, die am Brandenburger Tor gestartet wurden und auch dort ihr Ziel fanden.

## Etat
Die Organisatoren gaben einen Etat von 45 Millionen Euro bekannt, der unter anderem durch 17 Millionen Euro aus dem Ticketverkauf und 7 Millionen Euro aus dem Marketing gedeckt wurde.

## Athletenunterbringung
Die Athleten waren während der Veranstaltung in den Hotels Estrel im Ortsteil Neukölln (950 gebuchte Zimmer) und Berlin im Ortsteil Tiergarten (650 gebuchte Zimmer) untergebracht.

## Maskottchen

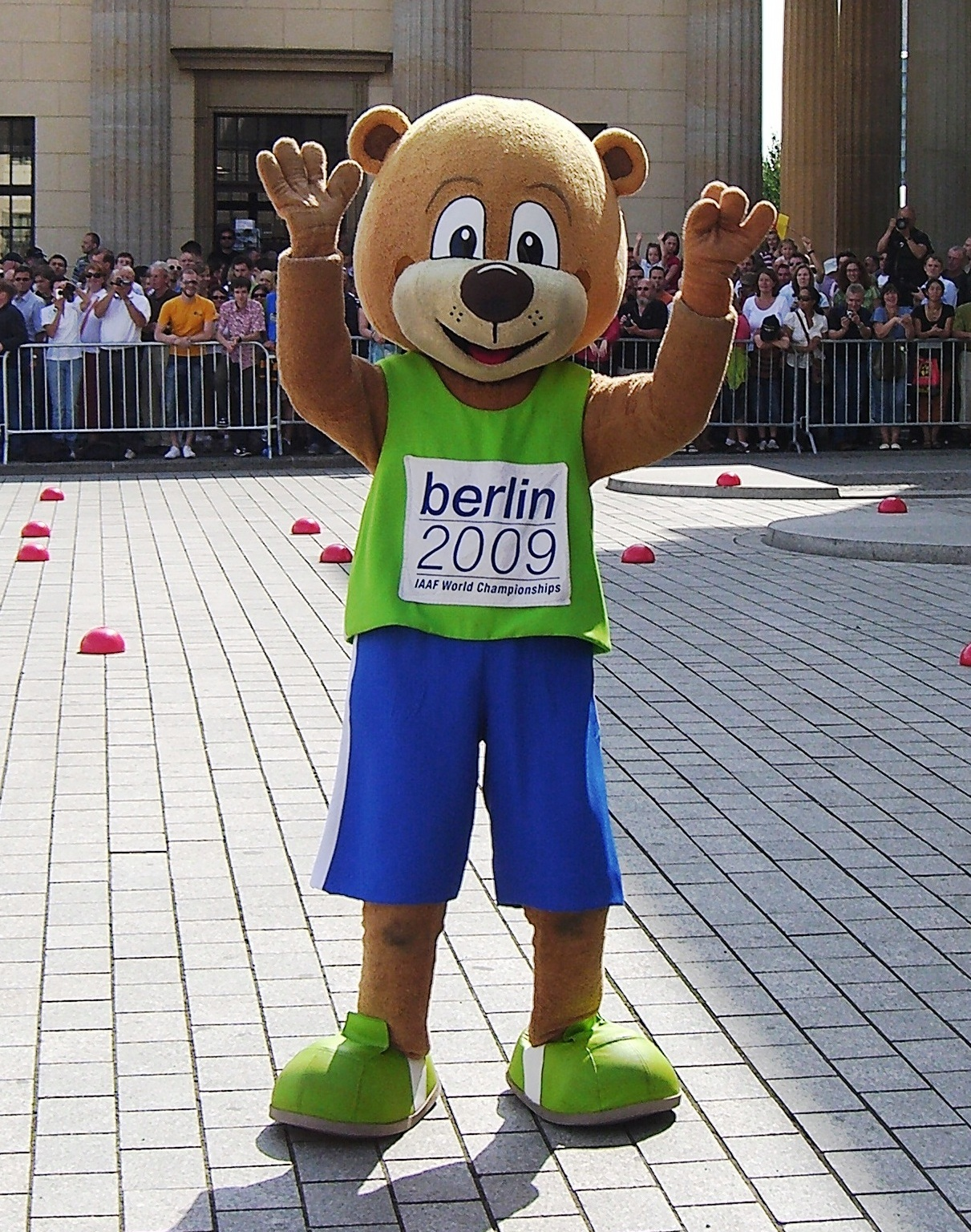
Maskottchen „Berlino“

Besondere Aufmerksamkeit erhielt das Maskottchen Berlino.

## Bewerbungen um den Austragungsort
Für die Austragung hatten zunächst acht Städte ihr Interesse bekundet: Berlin (Deutschland), Brisbane (Australien), Brüssel (Belgien), Casablanca (Marokko), Daegu (Südkorea), Delhi (Indien), Split (Kroatien) und Valencia (Spanien). Bis zum 30. Juni 2004 mussten die Bewerbungsunterlagen der Städte beim Leichtathletik-Weltverband IAAF eingereicht werden. Kurz vor dem Stichtag zogen Brisbane, Casablanca, Daegu und Delhi ihre Bewerbung zurück, sodass nur die vier europäischen Kandidatenstädte verblieben. Am 4. Dezember 2004 vergaben die Mitglieder des IAAF-Rates während ihrer Sitzung in Helsinki die Veranstaltung mit 24 von 26 möglichen Stimmen nach Berlin.

## Berichterstattung
ARD und ZDF traten als Fernsehanstalten des Gastgeberlandes auf, produzierten die Fernsehbilder in hochauflösendem Format (HDTV) 1080i50 und produzierten somit nicht nach der EBU-Empfehlung in 1080p50. Sie stellten das Signal für über 190 Fernsehmärkte weltweit zur Verfügung. Gesendet wurde von ARD und ZDF in der Auflösung 720p50. Hierzu wurden im Olympiastadion ca. neunzig Fernsehkameras aufgebaut, was deutlich mehr als bei der Übertragung von Fußballspielen ist.
Außerdem gab es ausführliche Liveübertragungen durch den Privatsender Eurosport, in der Schweiz durch SF zwei.
Die Sender ARD und ZDF boten, sich täglich abwechselnd, eine Liveübertragung sämtlicher Wettkämpfe in Echtzeit über das Internet in der ARDmediathek und ZDFmediathek an. Der Anbieter Zattoo ermöglichte Internetnutzern in Deutschland und der Schweiz den Empfang des laufenden Programms von ARD und ZDF und somit auch den Empfang der Weltmeisterschaftsberichterstattung über das Internet.
Einige Medien, darunter die taz, boykottierten die Berichterstattung, da sich alle Journalisten zum Erhalt der Akkreditierung mit einer polizeilichen und geheimdienstlichen Durchleuchtung einverstanden erklären mussten. Dafür wurden Anfragen beim LKA Berlin und darauffolgend beim Verfassungsschutz des Bundes und der Länder, beim Bundesnachrichtendienst und in verschiedenen Gewalttäterdateien gestellt. Der Deutsche Journalisten-Verband verurteilte das Prozedere als „mit der Pressefreiheit nicht vereinbar.“ Diese Praxis brachte dem Organisationskomitee im Oktober 2009 auch einen Big Brother Award ein.

## Teilnehmende Nationen
Liste der teilnehmenden Nationen (in Klammern steht die Anzahl der qualifizierten Athleten):
| - Afghanistan (2) - Ägypten (4) - Albanien (1) - Algerien (6) - Amerikanisch-Samoa (2) - Amerikanische Jungferninseln (4) - Andorra (2) - Anguilla (2) - Antigua und Barbuda (2) - Äquatorialguinea (2) - Argentinien (6) - Armenien (2) - Aserbaidschan (1) - Äthiopien (33) - Australien (44) - Bahamas (20) - Bahrain (9) - Bangladesch (1) - Barbados (4) - Belarus (26) - Belgien (25) - Belize (1) - Benin (2) - Bermuda (1) - Bhutan (1) - Bolivien (2) - Bosnien und Herzegowina (1) - Botswana (5) - Brasilien (37) - Britische Jungferninseln (1) - Brunei (1) - Bulgarien (11) - Burkina Faso (2) - Burundi (2) - Cayman Islands (2) - Chile (4) - Volksrepublik China (32) - Chinesisch Taipeh (2) - Cookinseln (2) - Costa Rica (3) - Dänemark (3) - Demokratische Republik Kongo (2) - Deutschland (91) - Dominica (1) - Dominikanische Republik (8) - Dschibuti (1) - Ecuador (10) - El Salvador (2) - Elfenbeinküste (2) - Eritrea (8) - Estland (19) - Fidschi (2) - Finnland (18) - Frankreich (71) - Französisch-Polynesien (2) - Gabun (2) - Gambia (2) - Georgien (2) - Ghana (5) - Gibraltar (1) - Grenada (6) - Griechenland (21) - Guatemala (2) - Guinea (2) - Guyana (3) - Haiti (2) - Honduras (2) - Hongkong (1) - Indien (6) | - Indonesien (2) - Irak (2) - Iran (2) - Irland (14) - Island (2) - Israel (4) - Italien (35) - Jamaika (46) - Japan (57) - Jordanien (2) - Kambodscha (1) - Kamerun (3) - Kanada (29) - Kap Verde (2) - Kasachstan (14) - Katar (9) - Kenia (43) - Kirgisistan (2) - Kiribati (2) - Kolumbien (12) - Komoren (2) - Kroatien (5) - Kuba (34) - Kuwait (2) - Laos (2) - Lesotho (2) - Lettland (15) - Libanon (2) - Liberia (2) - Litauen (15) - Libyen (2) - Luxemburg (1) - Macau (1) - Madagaskar (2) - Malawi (2) - Malaysia (2) - Malediven (2) - Mali (2) - Malta (1) - Marokko (20) - Marshallinseln (1) - Mauretanien (2) - Mauritius (3) - Nordmazedonien (1) - Mexiko (14) - Föderierte Staaten von Mikronesien (1) - Moldau (6) - Monaco (1) - Mongolei (2) - Montenegro (2) - Mosambik (2) - Myanmar (2) - Namibia (4) - Nauru (2) - Neuseeland (16) - Nepal (2) - Nicaragua (2) - Niederlande (15) - Niederländische Antillen (1) - Niger (1) - Nigeria (24) - Nordkorea (6) - Nördliche Marianen (2) - Norwegen (14) - Oman (1) - Österreich (4) - Pakistan (2) - Palästina (2) | - Palau (2) - Panama (2) - Papua-Neuguinea (2) - Paraguay (1) - Peru (4) - Philippinen (2) - Polen (47) - Portugal (30) - Puerto Rico (4) - Republik Kongo (2) - Ruanda (2) - Rumänien (17) - Russland (101) - Salomonen (2) - Sambia (4) - Samoa (2) - San Marino (2) - São Tomé und Príncipe (2) - Saudi-Arabien (9) - Schweden (23) - Schweiz (13) - Senegal (4) - Serbien (9) - Seychellen (2) - Sierra Leone (1) - Simbabwe (5) - Singapur (2) - Slowakei (12) - Slowenien (13) - Somalia (1) - Spanien (51) - Sri Lanka (2) - St. Kitts und Nevis (6) - St. Lucia (1) - St. Vincent und die Grenadinen (2) - Südafrika (28) - Sudan (9) - Südkorea (19) - Suriname (2) - Swasiland (2) - Syrien (2) - Tadschikistan (2) - Tansania (10) - Thailand (9) - Togo (2) - Tonga (2) - Trinidad und Tobago (17) - Tschechien (22) - Tunesien (5) - Türkei (9) - Turkmenistan (2) - Turks- und Caicosinseln (1) - Tuvalu (2) - Uganda (11) - Ukraine (56) - Ungarn (11) - Uruguay (2) - Usbekistan (5) - Vanuatu (2) - Venezuela (2) - Vereinigte Arabische Emirate (2) - Vereinigtes Königreich (54) - Vereinigte Staaten (130) - Vietnam (2) - Zentralafrikanische Republik (2) - Zypern (4) |

Liechtenstein entsandte keine Athleten.

## Wettkampfrunden
Die Teilnehmer am Finalwettkampf wurden in bis zu drei Ausscheidungswettkämpfen ermittelt. Im 10.000-Meter-Lauf, Marathonlauf, den drei Wettbewerben im Gehen, Sieben- und Zehnkampf fanden keine Vorausscheidungen statt.
| Termine der Wettkampfrunden | Termine der Wettkampfrunden     | Termine der Wettkampfrunden | Termine der Wettkampfrunden | Termine der Wettkampfrunden | Termine der Wettkampfrunden     | Termine der Wettkampfrunden | Termine der Wettkampfrunden | Termine der Wettkampfrunden |
| Disziplin                   | Männer                          | Männer                      | Männer                      | Männer                      | Frauen                          | Frauen                      | Frauen                      | Frauen                      |
|                             | Vorlauf (VL), Qualifikation (Q) | Zwischen- lauf              | Halb- finale                | Finale                      | Vorlauf (VL), Qualifikation (Q) | Zwischen- lauf              | Halb- finale                | Finale                      |
| --------------------------- | ------------------------------- | --------------------------- | --------------------------- | --------------------------- | ------------------------------- | --------------------------- | --------------------------- | --------------------------- |
| 100 m                       | 15.08. (VL)                     | 15.08.                      | 16.08.                      | 16.08.                      | 16.08. (VL)                     | 16.08.                      | 17.08.                      | 17.08.                      |
| 200 m                       | 18.08. (VL)                     | 18.08.                      | 19.08.                      | 20.08.                      | 19.08. (VL)                     | 19.08.                      | 20.08.                      | 21.08.                      |
| 400 m                       | 18.08. (VL)                     |                             | 19.08.                      | 21.08.                      | 15.08. (VL)                     |                             | 16.08.                      | 18.08.                      |
| 800 m                       | 20.08. (VL)                     |                             | 21.08.                      | 23.08.                      | 16.08. (VL)                     |                             | 17.08.                      | 19.08.                      |
| 1500 m                      | 15.08. (VL)                     |                             | 17.08.                      | 19.08.                      | 19.08. (VL)                     |                             | 21.08.                      | 23.08.                      |
| 5000 m                      | 20.08. (VL)                     |                             |                             | 23.08.                      | 19.08. (VL)                     |                             |                             | 22.08.                      |
| 10.000 m                    |                                 |                             |                             | 17.08.                      |                                 |                             |                             | 15.08.                      |
| Marathonlauf                |                                 |                             |                             | 22.08.                      |                                 |                             |                             | 23.08.                      |
| 20-km-Gehen                 |                                 |                             |                             | 15.08.                      |                                 |                             |                             | 16.08.                      |
| 50-km-Gehen                 |                                 |                             |                             | 21.08.                      |                                 |                             |                             |                             |
| 100 m Hürden                |                                 |                             |                             |                             | 18.08. (VL)                     |                             | 19.08.                      | 19.08.                      |
| 110 m Hürden                | 19.08. (VL)                     |                             | 20.08.                      | 20.08.                      |                                 |                             |                             |                             |
| 400 m Hürden                | 15.08. (VL)                     |                             | 16.08.                      | 18.08.                      | 17.08. (VL)                     |                             | 18.08.                      | 20.08.                      |
| 3000 m Hindernis            | 16.08. (VL)                     |                             |                             | 18.08.                      | 15.08. (VL)                     |                             |                             | 17.08.                      |
| 4 × 100 m                   | 21.08. (VL)                     |                             |                             | 22.08.                      | 22.08. (VL)                     |                             |                             | 22.08.                      |
| 4 × 400 m                   | 22.08. (VL)                     |                             |                             | 23.08.                      | 22.08. (VL)                     |                             |                             | 23.08.                      |
| Hochsprung                  | 19.08. (Q)                      |                             |                             | 21.08.                      | 18.08. (Q)                      |                             |                             | 20.08.                      |
| Stabhochsprung              | 20.08. (Q)                      |                             |                             | 22.08.                      | 15.08. (Q)                      |                             |                             | 17.08.                      |
| Weitsprung                  | 20.08. (Q)                      |                             |                             | 22.08.                      | 21.08. (Q)                      |                             |                             | 23.08.                      |
| Dreisprung                  | 16.08. (Q)                      |                             |                             | 18.08.                      | 15.08. (Q)                      |                             |                             | 17.08.                      |
| Kugelstoßen                 | 15.08. (Q)                      |                             |                             | 15.08.                      | 16.08. (Q)                      |                             |                             | 16.08.                      |
| Diskuswurf                  | 18.08. (Q)                      |                             |                             | 19.08.                      | 19.08. (Q)                      |                             |                             | 21.08.                      |
| Hammerwurf                  | 15.08. (Q)                      |                             |                             | 17.08.                      | 20.08. (Q)                      |                             |                             | 22.08.                      |
| Speerwurf                   | 21.08. (Q)                      |                             |                             | 23.08.                      | 16.08. (Q)                      |                             |                             | 18.08.                      |
| Siebenkampf                 |                                 |                             |                             |                             |                                 |                             |                             | 15./16.08.                  |
| Zehnkampf                   |                                 |                             |                             | 19./20.08.                  |                                 |                             |                             |                             |

## Sportliche Leistungen
Auch die zwölfte Austragung der Leichtathletik-Weltmeisterschaften war wie die Veranstaltungen zuvor von einem hohen Leistungsniveau geprägt.

### Rekorde und Bestleistungen
- Während der Weltmeisterschaften wurden drei Weltrekorde aufgestellt:
  - 100-Meter-Lauf, Männer – Usain Bolt, Jamaika 9,58 s (Finale)
  - 200-Meter-Lauf, Männer – Usain Bolt, Jamaika 19,19 s (Finale)
  - Hammerwurf, Frauen – Anita Włodarczyk, Polen 77,96 m (Finale)
- Des Weiteren gab es vier Kontinentalrekorde:
  - 200-Meter-Lauf, Männer – Alonso Edward, Panama 19,81 s (Südamerikarekord), Finale
  - 3000-Meter-Hindernislauf, Frauen – Jennifer Barringer, USA 9:12,50 min (Amerikarekord), Finale
  - 3000-Meter-Hindernislauf, Männer – Bouabdellah Tahri, Frankreich 8:01,18 min (Europarekord), Finale
  - Zehnkampf, Männer – Larbi Bourrada, Algerien 8171 P (Afrikarekord)
- Folgende Championship-Records – Weltmeisterschaftsrekorde – wurden darüber hinaus verzeichnet:
  - 10.000-Meter-Lauf, Männer – Kenenisa Bekele, Äthiopien 26:46,31 min (Finale)
  - Marathonlauf, Männer – Abel Kirui, Kenia 2:06:55 h (Finale)
  - 400-Meter-Hürdenlauf, Frauen – Melaine Walker, Jamaika 52,42 s (Finale)
  - 3000-Meter-Hindernislauf, Männer – Ezekiel Kemboi, Kenia 8:00,43 min (Finale)
  - 4-mal-100-Meter-Staffel, Männer – Jamaika (Steve Mullings, Michael Frater, Usain Bolt, Asafa Powell) 37,31 s (Finale)
  - Hammerwurf, Frauen – Betty Heidler, Deutschland 75,27 m (Vorkampf)
- Es wurden sechzehn Weltjahresbestleistungen aufgestellt.
- Darüber hinaus gab es 48 Landesrekorde.

### Erfolgreichste Sportler
Es gab sieben Athleten, die sich über Mehrfacherfolge freuen durften.
- Der erfolgreichste Sportler errang drei Goldmedaillen:
  - Usain Bolt, Jamaika – 100 Meter, 200 Meter und 4-mal-100-Meter-Staffel, außerdem auf beiden Einzelstrecken mit jeweils kaum für möglich gehaltenen Weltrekorden. Neben der Siegerprämie von 60.000 US-Dollar für die Weltrekorde erhielt er ein zusätzliches Preisgeld eines Sponsors, der für jeden bei den Weltmeisterschaften erzielten Weltrekord einen Siegerscheck in Höhe von 100.000 US-Dollar auslobte.
- Zwei Goldmedaillen errangen:
  - Kenenisa Bekele, Äthiopien – 5000 Meter, 10.000 Meter
  - LaShawn Merritt, USA – 400 Meter, 4-mal-400-Meter-Staffel
  - Kerron Clement, USA – 400 Meter Hürden, 4-mal-400-Meter-Staffel
  - Shelly-Ann Fraser, Jamaika – 100 Meter, 4-mal-400-Meter-Staffel
  - Allyson Felix, USA – 200 Meter, 4-mal-400-Meter-Staffel
  - Sanya Richards, USA – 400 Meter, 4-mal-400-Meter-Staffel
- Folgende Weltmeister waren bereits bei vorangegangenen Weltmeisterschaften siegreich:
  - Kenenisa Bekele, Äthiopien – 10.000 Meter: vierter Sieg in Folge, hier 5000 Meter, damit jetzt fünffacher Weltmeister
  - Allyson Felix, USA – 200 Meter: dritter Sieg in Folge, 4-mal-400-Meter-Staffel: zweiter Sieg in Folge, damit jetzt fünffache Weltmeisterin
  - Jeremy Wariner, USA – 4-mal-400-Meter-Staffel: dritter Sieg in Folge, außerdem über 400 Meter zweifacher Weltmeister (2003/2005), damit jetzt fünffacher Weltmeister
  - Kerron Clement, USA – jeweils zweiter Sieg in Folge über 400 Meter Hürden und mit der 4-mal-400-Meter-Staffel, damit jetzt vierfacher Weltmeister
  - Sanya Richards, USA – 4-mal-400-Meter-Staffel: dritter Sieg nach 2003 und 2007, außerdem hier Siegerin über 400 Meter, damit jetzt vierfache Weltmeisterin
  - Dwight Phillips, USA – Weitsprung: dritter Sieg nach 2003 und 2005
  - LaShawn Merritt, USA – 4-mal-400-Meter-Staffel, außerdem hier Weltmeister über 400 Meter, damit jetzt dreifacher Weltmeister
  - Maryam Yusuf Jamal, Bahrain – 1500 Meter: zweiter Sieg in Folge
  - Blanka Vlašić, Kroatien – Hochsprung: zweiter Sieg in Folge
  - Yargelis Savigne, Kuba – Dreisprung: zweiter Sieg in Folge
  - Valerie Vili, Neuseeland – Kugelstoßen: zweiter Sieg in Folge
  - Angelo Taylor, USA – 4-mal-400-Meter-Staffel: zweiter Sieg in Folge
  - Natasha Hastings, USA – 4-mal-400-Meter-Staffel: zweiter Sieg in Folge

## Doping
Wie schon die Leichtathletik-Weltmeisterschaften 2001 in Edmonton, 2003 in Paris 2005 in Helsinki und 2007 in Osaka wurden auch diese Weltmeisterschaften bedingt durch nachträgliche Untersuchungen und Erkenntnisse von der leidigen Dopingproblematik belastet. Allerdings steigerte sich die Anzahl der nach und nach überführten Sportler um ein Vielfaches auf 49 Dopingfälle, davon 16 Männer und 33 Frauen.
In der folgenden langen Auflistung sind die betroffenen Athletinnen und Athleten benannt:
- Samuel Francis, Qatar – 100-Meter-Lauf, im Viertelfinale ausgeschieden. Er wurde zusammen mit 97 weiteren Sportlern bei Nachtests der Resultate von den Olympischen Spielen 2008 und 2012 positiv auf die Substanz Stanozolol getestet, was eine Annullierung seiner Resultate unter anderem von diesen Weltmeisterschaften nach sich zog.[7]
- Hussain Jamaan Alhamdah, Saudi-Arabien – 5000-Meter-Lauf, im Vorlauf ausgeschieden. Er wurde wegen Unregelmäßigkeiten in seinem Biologischen Pass zunächst für zweieinhalb Jahre gesperrt. Es kam dann jedoch zu einer Verkürzung dieser Sperre. Außerdem wurde unter anderem sein Resultat von diesen Weltmeisterschaften annulliert.[8]
- Michail Lemajew, Russland – Marathonlauf, Platz 45. Er wurde wegen Unregelmäßigkeiten in seinem Biologischen Pass für zwei Jahre gesperrt. Sein Resultat bei diesen Weltmeisterschaften wurde ihm aberkannt.[9]
- Abderrahim Goumri, Marokko – Marathonlauf, Ziel nicht erreicht. Er wurde zusammen mit acht weiteren Sportlern bei Nachtests des Verstoßes gegen die Antidopingbestimmungen überführt. In seinem Fall ging es konkret um Unregelmäßigkeiten in seinem Biologischen Pass. Schon seit 2009 waren Verdachtsmomente aufgetaucht und sein Verband sperrte ihn schließlich für vier Jahre.[10]
- Jewgeni Borissow, Russland – 110-Meter-Hürdenlauf, im Halbfinale ausgeschieden. Er wurde des Verstoßes gegen die Antidopingbestimmungen überführt. Seine zwischen dem 20. August 2009 und 19. August 2011 erzielten Ergebnisse wurden gestrichen. Außerdem erhielt er eine zweijährige Sperre vom 20. September 2017 bis 19. September 2019.[11]
- Jamel Chatbi, Marokko – 3000-Meter-Hindernislauf, zunächst für das Finale qualifiziert, dort nicht gestartet. Seine am 15. August 2009 einen Tag vor seinem Vorlauf genommene Dopingprobe war positiv, womit er der erste positiv getestete Athlet bei diesen Weltmeisterschaften war.[12] Er verzichtete auf einen Finalstart, nachdem er sich im Vorlauf noch dafür qualifiziert hatte. Sein Resultat wurde ihm aberkannt und er erhielt eine Sperre zwischen 2009 und 2012. Chatbi wurde 2016, inzwischen für Italien startend, noch einmal auffällig, als er drei Dopingtests verpasste und aus dem italienischen Olympiakader gestrichen wurde.[13]
- ldar Minschin, Russland – 3000-Meter-Hindernislauf, im Vorlauf ausgeschieden. Seine Dopingprobe vom 15. August 2009 ergab bei einem Nachtest ein positives Ergebnis. Sein Resultat des einen Tag nach Entnahme der Probe stattfindenden Vorlaufs bei diesen Weltmeisterschaften wurde annulliert. Außerdem erhielt der Athlet eine zweijährige Sperre bis zum 24. August 2018.[14]
- Waleri Bortschin, Russland – 20-km-Gehen, zunächst auf Rang 1. Er erhielt als Wiederholungstäter 2015 eine achtjährige Sperre, die rückwirkend zum 15. Oktober 2012 begann. Unter anderem sein Resultat von diesen Weltmeisterschaften wurde annulliert.[15]
- Pjotr Trofimow, Russland – 20-km-Gehen, zunächst auf Rang 31. Er wurde für schuldig befunden, verbotene leistungssteigernde Drogen genommen zu haben. Dies zog eine vierjährige Sperre beginnend am 3. November 2016 nach sich. Alle seine zwischen dem 13. August 2009 und 18. Mai 2013 erzielten Ergebnisse wurden gecancelt.[16]
- Ruslan Dmytrenko, Ukraine – 20-km-Gehen, zunächst auf Rang 33. Für ihn gab es am 14. August 2009, also einen Tag vor dem Wettbewerb hier, einen positiven Dopingbefund, über den allerdings endgültig erst am 27. Februar 2019 abschließend entschieden wurde. Seine zwischen dem 14. August 2009 und 3. August 2012 erzielten Resultate wurden annulliert. Darüber hinaus erhielt er eine zweijährige Sperre bis zum 4. Mai 2020.[17]
- Sergei Kirdjapkin, Russland, – 50-km-Gehen, zunächst auf Rang 1. Er wurde wegen Auffälligkeiten in seinem Biologischen Pass nachträglich disqualifiziert. Dies geschah, nachdem der internationale Sportgerichtshof CAS den Einspruch der IAAF bestätigt hatte. Alle zwischen dem 20. August 2009 und 15. Oktober 2012 erzielten Resultate des russischen Gehers wurden ihm aberkannt.[18]
- Kevin Rans, Belgien – Stabhochsprung, zunächst auf dem geteilten zwölften Platz. Er wurde nach einem positiven Befund einer Dopingprobe von den Halleneuropameisterschaften 2009 zunächst freigesprochen, weil er nach eigenen Angaben nur vergessen habe, das betreffende Mittel als notwendiges Medikament für ihn zu deklarieren. Doch die IAAF hob den Freispruch wieder auf und der Athlet erhielt eine dreimonatige Sperre. Unter anderem sein Resultat von diesen Weltmeisterschaften wurde annulliert.[19]
- Leonardo Elisiario dos Santos, Brasilien – Dreisprung, in der Qualifikation ausgeschieden. Er wurde im Juni 2009 bei den Südamerikameisterschaften in Peru positiv getestet. Die Disziplinarkommission des Brasilianischen Leichtathletikverbands sperrte ihn im Jahr 2010 zusammen mit zwei weiteren Athleten für zwei Jahre.[20]
- Pawel Lyschyn, Belarus – Kugelstoßen, zunächst Sechster. Ihm wurde 2016 bei Nachtests die Verwendung von Turinabol während der Olympischen Spiele 2008 nachgewiesen. Mehrere seiner Resultate wurden ihm aberkannt, darunter das Resultat von diesen Weltmeisterschaften.[21]
- Andrej Michnewitsch, Belarus – Kugelstoßen, zunächst Siebter. Er wurde als Mehrfachtäter vom 26. Dezember 2012 an lebenslang gesperrt. Alle seine Ergebnisse beginnend mit den Weltmeisterschaften 2005 wurden gestrichen.[22]
- Alexander Pogorelow, Russland – Zehnkampf, zunächst Dritter. Bei Nachtests der Resultate von den Olympischen Spielen 2008 stellte sich seine Probe als positiv heraus. Alle seine seitdem in den beiden nächsten Jahren erzielten Resultate wurden gestrichen. Rein formell erhielt darüber hinaus auch eine Sperre, obwohl er bereits vom Leistungssport zurückgetreten war.[23]
- Ruqaya Al Ghasra, Bahrain – 100-Meter-Lauf, im Viertelfinale ausgeschieden / 200-Meter-Lauf, im Halbfinale ausgeschieden. Bei Nachtests der Resultate von den Olympischen Spielen 2008 erwies sich ihre Probe als positiv. Alle ihre seitdem erzielten Resultate wurden für die nächsten zwei Jahre annulliert. Für denselben Zeitraum erhielt sie eine Sperre.[24]
- Anastassija Kapatschinskaja, Russland – 400-Meter-Lauf, zunächst Siebte / 4-mal-400-Meter-Staffel, zunächst Bronze. Auch sie fiel unter anderem bei Nachtests der Resultate von den Olympischen Spielen 2008 auf. Und auch die von den Weltmeisterschaften 2011 erneut ausgewertete Probe war positiv. Mit Turinabol und Stanozolol wurden bei ihr gleich zwei verbotene Substanzen gefunden. Sie erhielt eine nachträgliche vierjährige Sperre, die im betreffenden Zeitraum erzielten Resultate wurden gestrichen.[25]
- Amaka Ogoegbunam, Nigeria – 400-Meter-Lauf, / 400-Meter-Hürdenlauf, jeweils im Halbfinale ausgeschieden. Ihre Dopingprobe war die zweite, die bei diesen Weltmeisterschaften positiv ausfiel. Die Athletin wurde nach Verzicht auf das Öffnen der B-Probe umgehend disqualifiziert.[26]
- Swetlana Kljuka, Russland – 800-Meter-Lauf, im Halbfinale ausgeschieden. Kurz vor den Olympischen Spielen 2008 wurden bei ihr wie auch bei zwei weiteren russischen Athletinnen nicht erklärbare Abweichungen in ihren Biologischen Pässen gefunden. Die IAAF sprach eine Sperre von zwei Jahren aus. Kljukas seit dem 15. August 2019 erzielte Resultate wurden annulliert.
- Tetjana Petljuk, Ukraine – 800-Meter-Lauf, im Halbfinale ausgeschieden / 4-mal-400-Meter-Staffel, im Vorlauf ausgeschieden. Ihre Dopingprobe vom 18. August 2009 ergab bei einem Nachtest ein positives Ergebnis. Ihre Resultate von diesen Weltmeisterschaften wurden annulliert. Außerdem erhielt die Athletin eine zweijährige Sperre bis zum 19. Februar 2015.[27]
- Natalja Jewdokimowa, Russland – 1500-Meter-Lauf, zunächst Achte. Ihr wurden in einem Bluttest verbotene Substanzen nachgewiesen und sie erhielt eine vierjährige Sperre, die am 14. April 2016 begann. Alle ihre zwischen dem 17. August 2009 und 29. Mai 2012 erzielten Ergebnisse wurden gestrichen.[28]
- Mariem Alaoui Selsouli, Marokko – 1500-Meter-Lauf, für das Finale qualifiziert, dort jedoch nicht gestartet. Sie wurde positiv auf Erythropoetin (EPO) getestet, sodass ihr Resultat annulliert wurde. Außerdem wurde sie für zwei Jahre gesperrt. Am 6. Juli 2012 gab es einen zweiten positiven Dopingtest, bei dem das verbotene Mittel Furosemid gefunden wurde. Dies zog eine Sperre von acht Jahren beginnend am 12. Juli 2012 nach sich.[29]
- Anna Alminowa, Russland – 1500-Meter-Lauf, im Halbfinale ausgeschieden. Sie kam nach ihrem später wegen Verstoßes gegen die Antidopingbestimmungen aberkannten Sieg bei den Halleneuropameisterschaften 2009 zunächst mit einer dreimonatigen Sperre davon. Entschieden wurde das im Jahr 2010, die Sperre endete am 8. Juli 2010. Doch sie wurde noch ein zweites Mal erwischt. Nun ging es um nicht nachvollziehbare Unregelmäßigkeiten in ihrem Biologischen Pass. Die Athletin erhielt eine Sperre von zwei Jahren und sechs Monaten – 16. Januar 2011 bis 15. Mai 2014. Außerdem wurden alle ihre seit dem 16. Februar 2009 erzielten Ergebnisse annulliert.[30]
- Alemitu Bekele, Türkei – 1500-Meter-Lauf, im Vorlauf ausgeschieden / 5000-Meter-Lauf, zunächst Dreizehnte. Ihr Biologischer Pass wies nicht akzeptable Unregelmäßigkeiten auf. Dies hatte für sie eine vierjährige Sperre bis zum 14. Februar 2016 zur Folge. Ihre vom 17. August 2009 an erzielten Resultate wurden gestrichen.[31]
- Jelisaweta Gretschischnikowa, Russland – 5000-Meter-Lauf, im Vorlauf ausgeschieden. Zusammen mit einer weiteren russischen Sportlerin wurde Jelisaweta Gretschischnikowa wegen Verstoßes gegen die Antidopingbestimmungen für zwei Jahre bis zum 15. Oktober 2015 gesperrt. Ihre seit dem 18. August 2008 erzielten Resultate wurden ihr aberkannt, also auch das Ergebnis des 5000-Meter-Vorlaufs bei diesen Weltmeisterschaften, der am Tag darauf stattfand.[32]
- Marija Konowalowa, Russland – 10.000-Meter-Lauf, zunächst Elfte. Sie wurde wegen Unregelmäßigkeiten in ihrem Biologischen Pass für zwei Jahre bis zum 26. Oktober 2017 gesperrt. Außerdem wurden alle ihre seit 2009 erzielten Resultate annulliert.[33]
- Kseniya Agafonova, Russland – 10.000-Meter-Lauf, zunächst Vierzehnte. Sie wurde wegen Verstoßes gegen die Antidopingbestimmungen vom 29. September 2017 an für zwei Jahre gesperrt. Ihr bei diesen Weltmeisterschaften erzieltes Resultat wurde ihr aberkannt.[34]
- Elvan Abeylegesse, Türkei – 10.000-Meter-Lauf, Rennen nicht beendet. Bei einem Nachtest einer Dopingprobe der Athletin von 2007 wurde das verbotene Mittel Stanozolol gefunden. Sie wurde für zwei Jahre gesperrt und ihre von 2007 bis 2009 erzielten Resultate wurden annulliert.[35]
- Nailja Julamanowa, Russland – Marathonlauf. zunächst Achte. Kurz vor den Olympischen Spielen 2008 wurden bei ihr wie auch bei zwei weiteren russischen Athletinnen nicht erklärbare Abweichungen in den Biologischen Pässen gefunden. Die IAAF sprach eine Sperre von zwei Jahren aus. Julamanowas seit dem 15. August 2019 erzielte Resultate wurden annulliert.[36]
- Olutoyin Augustus, Nigeria – 100-Meter-Hürdenlauf, im Halbfinale ausgeschieden / 4-mal-100-Meter-Staffel, im Vorlauf ausgeschieden. Ihre bei diesen Weltmeisterschaften genommene Dopingprobe erwies sich als positiv, was juristisch allerdings erst im April 2010 Gültigkeit hatte. Sie erhielt eine zweijährige Sperre endend am 18. August 2011. Ihre zwischenzeitlich erzielten Resultate wurden wie auch das Ergebnis von diesen Weltmeisterschaften gestrichen.[37]
- Marta Domínguez, Spanien – 3000-Meter-Hindernislauf, zunächst Erste. Im Jahr 2013 wurden in ihrem Biologischen Pass Blutwerte entdeckt, die auf Doping schließen lassen. Die Forderung nach einer Sperre der IAAF wurde durch den spanischen Leichtathletikverband zunächst nicht umgesetzt. Doch da die Athletin die Vorwürfe nicht entkräften konnte, entschied der Internationale Sportgerichtshof CAS zuungunsten der Athletin. Auch vorher hatte es schon allerdings nie bewiesene Verdachtsmomente gegeben. Domínguez wurde 2015 für drei Jahre gesperrt, obwohl sie ihre Sportkarriere bereits beendet hatte. Darüber hinaus wurden alle ihre Ergebnisse vom 5. August 2009 bis 4. Januar 2013 annulliert.[38]
- Hanane Ouhaddou, Marokko – 3000-Meter-Hindernislauf, im Vorlauf ausgeschieden. Sie wurde zweimal des Verstoßes gegen die Antidopingbestimmungen überführt und zuletzt mit einer Sperre von acht Jahren bis zum 10. Mai 2024 belegt. Ihre seit 2009 erzielten Resultate wurden annulliert.[39]
- Jekaterina Wolkowa, Russland – 3000-Meter-Hindernislauf, im Vorlauf ausgeschieden. Sie trat hier als Titelverteidigerin an, wurde jedoch bei Nachtests von den Olympischen Spielen 2008 überführt, gegen die Antidopingbestimmungen verstoßen zu haben. Ihr Resultat von diesen Olympischen Spielen wurde ebenso wie das Ergebnis von diesen Weltmeisterschaften annulliert. Im Jahr 2016 wurde gegen sie außerdem eine Sperre von zwei Jahren verhängt.[40]
- Iríni Kokkinaríou, Griechenland – 3000-Meter-Hindernislauf, im Vorlauf ausgeschieden. Ihr wurden zusammen mit acht anderen Athleten kurz vor den Olympischen Spielen 2012 Abweichungen im Biologischen Pass nachgewiesen. Sie erhielt eine Sperre und unter anderem ihr Resultat von diesen Weltmeisterschaften wurde gestrichen.[41]
- Julija Tschermoschanskaja, Russland – 4-mal-100-Meter-Staffel, zunächst Rang vier. Sie gehört zu den 98 Athleten, denen bei Nachtests der Resultate von den Olympischen Spielen 2008 kurz vor den Olympischen Spielen 2012 Verstöße gegen die Antidopingbestimmungen nachgewiesen wurden. Zahlreiche Resultate wurden ihr aberkannt wie den anderen betroffenen Athleten auch. Dazu gehörten ihre Staffelerfolge wie der Olympiasieg 2008 und ihr WM-Ergebnis 2009.[42]
- Olga Kaniskina, Russland – 20-km-Gehen, zunächst Erste. Nachdem der russische Leichtathletikverband die Athletin trotz ihrer Unregelmäßigkeiten im Biologischen Pass nicht hatte sperren wollen, setzte der Internationale Sportgerichtshof nach Einspruch der IAAF die Sperre durch. Sie galt von August 2009 bis Oktober 2012. Damit wurden auch Kaniskinas Ergebnisse gestrichen – darunter ihr Olympiagold von 2012 und ihr WM-Gold von 2009.[43]
- Anna Tschitscherowa, Russland – Hochsprung, zunächst Zweite. Ihr wurde bei Nachtests der Einsatz der verbotenen Substanz Turinabol nachgewiesen. Nach Verhandlung ihres Falles vor dem Internationalen Sportgerichtshof CAS musste sie ihre olympische Bronzemedaille von 2008 und ihre Silbermedaille von diesen Weltmeisterschaften zurückgeben. Ihre beiden Goldmedaillen von den Weltmeisterschaften 2011 und den Olympischen Spielen 2012 durfte sie jedoch behalten.[44]
- Jelena Slessarenko, Russland – Hochsprung, zunächst Zehnte. Die Olympiasiegerin von 2004 wäre nach der Disqualifikation ihrer Landsfrau Anna Tschitscherowa bei den Olympischen Spielen 2008 eigentlich auf den Bronzeplatz vorgerückt. Doch auch ihr wurde Dopingmissbrauch mittels Turinabol nachgewiesen, sodass ihr Olympiaresultat von 2008 und auch ihr WM-Resultat von 2009 annulliert wurden.[45]
- Wita Palamar, Ukraine – Hochsprung, in der Qualifikation ausgeschieden. Auch sie gehörte zu den zahlreichen Sportlern mit positiven Befunden bei Nachtests der Proben von den Olympischen Spielen 2008. Nach langen juristischen Auseinandersetzungen musste sie im Mai 2017 eine zweijährige Sperre antreten. Ihre Resultate von 2008 und 2009 wurden wie in vielen anderen ähnlich gelagerten Fällen gestrichen.[46]
- Tatjana Lebedewa, Russland – Weitsprung, zunächst Zweite / Dreisprung, zunächst Sechste. Ihr wurde wie vielen anderen Sportlern auch bei Nachtests ein Verstoß gegen die Antidopingbestimmungen nachgewiesen, hier ging es um den Einsatz von Turinabol. Auch in ihrem Fall dauerte es mehrere Jahre bis zur juristisch feststehenden Entscheidung. Ihre Silbermedaillen von den Olympischen Spielen 2008 im Weit- und Dreisprung sowie von den Weltmeisterschaften 2009 im Weitsprung musste sie schließlich zurückgeben. Auch ihr sechster Platz im Dreisprung von diesen Weltmeisterschaften wurde ihr aberkannt. Darüber hinaus hatte sie eine vierjährige Sperre hinzunehmen.[47]
- Athanasia Perra, Griechenland – Dreisprung, in der Qualifikation ausgeschieden. Sie wurde wegen Verstoßes gegen die Antidopingbestimmungen bei diesen Weltmeisterschaften disqualifiziert.[48]
- Natallja Michnewitsch, Belarus – Kugelstoßen, zunächst Vierte. Der Nachtest ihrer Probe von den Olympischen Spielen 2008 enthielt Stanozolol und Metandienon. Ihre Resultate von 2008 wurden wie bei den meisten anderen der betroffenen Athleten annulliert, ebenso ihr Ergebnis von diesen Weltmeisterschaften. Außerdem wurde sie für zwei Jahre bis zum 10. April 2015 gesperrt.[49]
- Olena Antonowa, Ukraine – Diskuswurf, in der Qualifikation ausgeschieden. Ihre Dopingprobe von diesen Weltmeisterschaft enthielt Stanozolol. Ihr Ergebnis wurde gestrichen und sie erhielt eine zweijährige Sperre bis zum 22. Juli 2015.[50]
- Aksana Mjankowa, Belarus – Hammerwurf, in der Qualifikation ausgeschieden. Nachtests ihrer Proben von den Olympischen Spielen 2008 und 2012 enthielten Stanozolol und Oxandrolon. Ihre Resultate dieser Veranstaltungen wurden wie bei den meisten anderen der betroffenen Athleten annulliert, ebenso ihr Ergebnis von diesen Weltmeisterschaften.[49]
- Darja Ptschelnik, Belarus – Hammerwurf, in der Qualifikation ausgeschieden. In Nachtests ihrer Proben von den Olympischen Spielen 2008 wurde Stanozolol nachgewiesen. Ihr Ergebnis von 2008 wurde wie bei den meisten anderen der betroffenen Athleten annulliert, ebenso ihr Resultat von diesen Weltmeisterschaften.[51]
- Zalina Marghieva, Republik Moldau – Hammerwurf, in der Qualifikation ausgeschieden. Eine positive Dopingprobe führte zur Streichung der Athletin aus der Mannschaft der Republik Moldau für die Olympischen Spiele 2012. Ihr Resultat von diesen Weltmeisterschaften wurde im Zuge der sich daraus ergebenden Konsequenzen gestrichen.[52]
- Marija Abakumowa, Russland – Speerwurf, zunächst Dritte. Ihr wurde wie vielen anderen Sportlern auch ein Verstoß gegen die Antidopingbestimmungen nachgewiesen, hier ging es um den Einsatz von Turinabol. Auch in ihrem Fall dauerte es mehrere Jahre bis zur juristisch feststehenden Entscheidung. Ihre Silbermedaille von den Olympischen Spielen 2008 und ihre Bronzemedaille von den Weltmeisterschaften 2009 musste sie neben weiteren später gewonnenen Medaillen schließlich zurückgeben. Darüber hinaus hatte sie eine vierjährige Sperre hinzunehmen.[47]
- Tatjana Tschernowa, Russland – Siebenkampf, zunächst Achte. Sie war eine Mehrfachtäterin, erstmals aufgefallen mit einem positiven Befund auf Turinabol aus einem Nachtest von diesen Weltmeisterschaften. Ihr Resultat wurde annulliert und die Athletin erhielt eine zweijährige Sperre (22. Juli 2013 bis 21. Juli 2015). Letztlich wurden ihr auf der Grundlage des McLaren-Reports, der sich mit dem russischen Staatsdoping befasste, sämtliche Ergebnisse vom 17. August 2008 bis 5. Februar 2016 aberkannt,[53]

Folgende vierzehn Nationen waren von Dopingfällen betroffen:
| Russland     | 23 |  | Bahrain         | 1 |
| Belarus      | 5  |  | Belgien         | 1 |
| Marokko      | 4  |  | Brasilien       | 1 |
| Ukraine      | 4  |  | Qatar           | 1 |
| Griechenland | 2  |  | Republik Moldau | 1 |
| Nigeria      | 2  |  | Saudi-Arabien   | 1 |
| Türkei       | 2  |  | Spanien         | 1 |

Das Ausmaß dieser Problematik steigerte sich in diesen Jahren auch in anderen vergleichbaren Veranstaltungen enorm hoch, was vor allem auch in den nun immer wieder mit jeweils neuen Methoden durchgeführten Nachtests lag. So konnten Dopingpraktiken enthüllt werden, für deren Analyse zum Zeitpunkt der jeweiligen Veranstaltung noch gar keine Mittel zur Verfügung standen.

## Resultate Männer

### 100 m
| Platz | Athlet           | Land | Zeit (s) |
| ----- | ---------------- | ---- | -------- |
| 1     | Usain Bolt       | JAM  | 09,58 WR |
| 2     | Tyson Gay        | USA  | 09,71 NR |
| 3     | Asafa Powell     | JAM  | 09,84    |
| 4     | Daniel Bailey    | ANT  | 09,93    |
| 5     | Richard Thompson | TRI  | 09,93    |
| 6     | Dwain Chambers   | GBR  | 10,00    |
| 7     | Marc Burns       | TRI  | 10,00    |
| 8     | Darvis Patton    | USA  | 10,34    |

Finale: 16. August, 21:35 Uhr

Wind: +0,9 m/s

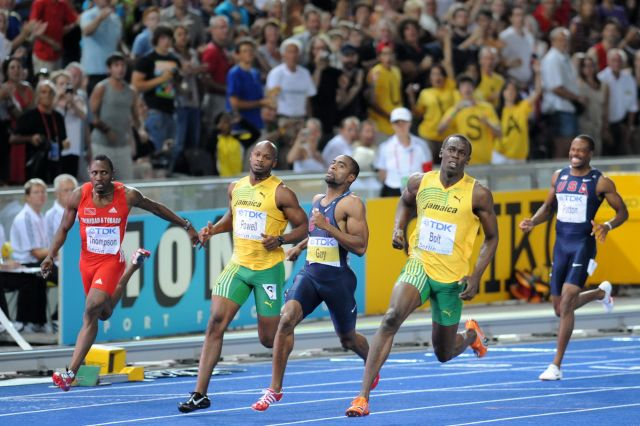
Zieleinlauf beim 100-Meter-Finale

WR: Usain Bolt (JAM), 9,69 s, 2008

WL: Tyson Gay (USA), 9,77 s
Doping:

Der im Viertelfinale ausgeschiedene Samuel Francis aus Qatar wurde zusammen mit 97 weiteren Sportlern bei Nachtests der Resultate von den Olympischen Spielen 2008 und 2012 positiv auf die Substanz Stanozolol getestet, was eine Annullierung seiner Resultate unter anderem von diesen Weltmeisterschaften nach sich zog.
Weitere Teilnehmer aus deutschsprachigen Ländern:
- im Viertelfinale ausgeschieden: Martin Keller (GER), 10,40 s
- im Vorlauf ausgeschieden: Ryan Moseley (AUT), 10,42 s; Cédric Nabe (SUI), 10,51 s; Stefan Schwab (GER), 10,50 s; Tobias Unger (GER), 10,42 s

### 200 m
| Platz | Athlet           | Land | Zeit (s) |
| ----- | ---------------- | ---- | -------- |
| 1     | Usain Bolt       | JAM  | 19,19 WR |
| 2     | Alonso Edward    | PAN  | 19,81 SR |
| 3     | Wallace Spearmon | USA  | 19,85    |
| 4     | Shawn Crawford   | USA  | 19,89    |
| 5     | Steve Mullings   | JAM  | 19,98    |
| 6     | Charles Clark    | USA  | 20,39    |
| 7     | Ramil Guliyev    | AZE  | 20,61    |
| 8     | David Alerte     | FRA  | 20,68    |

Finale: 20. August, 20:35 Uhr
Wind: −0,3 m/s

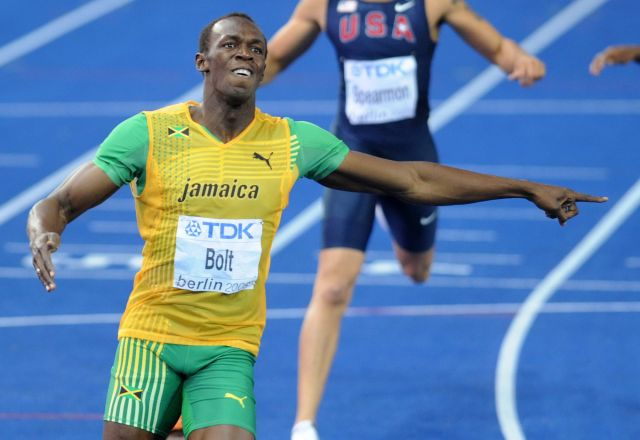
Usain Bolt nach dem Zieleinlauf über 200 Meter

WR: Usain Bolt (JAM), 19,30 s, 2008

WL: Tyson Gay (USA), 19,58 s
Weitere Teilnehmer aus deutschsprachigen Ländern:
- im Halbfinale ausgeschieden: Robert Hering (GER), 20,52 s
- im Viertelfinale ausgeschieden: Aleixo-Platini Menga (GER), 20,68 s; Marco Cribari (SUI), 20,81 s; Marc Schneeberger (SUI), 20,91 s
- im Vorlauf ausgeschieden: Alexander Kosenkow (GER), 20,99 s

### 400 m
| Platz | Athlet          | Land | Zeit (s) |
| ----- | --------------- | ---- | -------- |
| 1     | LaShawn Merritt | USA  | 44,06 WL |
| 2     | Jeremy Wariner  | USA  | 44,60    |
| 3     | Renny Quow      | TRI  | 45,02    |
| 4     | Tabarie Henry   | ISV  | 45,42    |
| 5     | Chris Brown     | BAH  | 45,47    |
| 6     | David Gillick   | IRL  | 45,53    |
| 7     | Michael Bingham | GBR  | 45,56    |
| 8     | Leslie Djhone   | FRA  | 45,90    |

Finale: 21. August, 21:20 Uhr
WR: Michael Johnson (USA), 43,18 s, 1999

WL: LaShawn Merritt (USA), 44,50 s
Chris Brown führte im Finale bei Hälfte des Rennens, dahinter lag Titelverteidiger Jeremy Wariner. In der letzten Kurve schloss der Favorit und aktuelle Olympiasieger LaShawn Merritt zu den beiden auf. Diese drei Läufer lagen eingangs der Zielgeraden fast gleichauf. Nun zog Merritt deutlich davon und siegte vor Wariner. Von hinten kam Renny Quow heran und eroberte gegen den immer mehr nachlassenden Läufer aus Bahamas die Bronzemedaille. Brown musste am Ende auch noch Tabarie Henry passieren lassen. Zum insgesamt neunten Mal bei zwölf Weltmeisterschaften und zum vierten Mal in Folge ging der Titel über 400 Meter an einen US-Amerikaner.

### 800 m
| Platz | Athlet             | Land | Zeit (min) |
| ----- | ------------------ | ---- | ---------- |
| 1     | Mbulaeni Mulaudzi  | RSA  | 1:45,29    |
| 2     | Alfred Kirwa Yego  | KEN  | 1:45,35    |
| 3     | Yusuf Saad Kamel   | BRN  | 1:45,35    |
| 4     | Juri Borsakowski   | RUS  | 1:45,57    |
| 5     | Amine Laalou       | MAR  | 1:45,66    |
| 6     | Nick Symmonds      | USA  | 1:45,71    |
| 7     | Bram Som           | NED  | 1:45,86    |
| 8     | Marcin Lewandowski | POL  | 1:46,17    |

Finale: 23. August, 17:25 Uhr

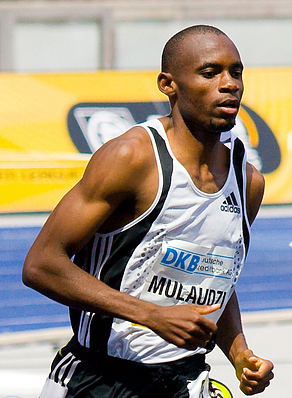
Spurtsieg über 800 Meter für Mbulaeni Mulaudzi

WR: Wilson Kipketer (DEN), 1:41,11 min, 1997

WL: Abubaker Kaki (SUD), 1:43,09 min
Weitere Teilnehmer aus deutschsprachigen Ländern:
- im Vorlauf nach einem Sturz ausgeschieden: Robin Schembera (GER), 1:54,47 min
- im Vorlauf ausgeschieden: Mike Schumacher (LUX), 1:48,18 min

### 1500 m
| Platz | Athlet                  | Land | Zeit (min) |
| ----- | ----------------------- | ---- | ---------- |
| 1     | Yusuf Saad Kamel        | BRN  | 3:35,93    |
| 2     | Deresse Mekonnen        | ETH  | 3:36,01    |
| 3     | Bernard Lagat           | USA  | 3:36,20    |
| 4     | Asbel Kiprop            | KEN  | 3:36,47    |
| 5     | Augustine Kiprono Choge | KEN  | 3:36,53    |
| 6     | Mohamed Moustaoui       | MAR  | 3:36,57    |
| 7     | Mehdi Baala             | FRA  | 3:36,99    |
| 8     | Lopez Lomong            | USA  | 3:37,62    |

Finale: 19. August, 20:25 Uhr
WR: Hicham El Guerrouj (MAR), 3:26,00 min, 1998

WL: Augustine Kiprono Choge (KEN), 3:29,47 min
Das Rennen begann sehr langsam mit zwei 400-Meter-Abschnitten in 59,54 s und 60,64 s. Bis gut zweihundert Meter vor dem Ziel blieb das Feld zusammen, bevor die Entscheidung im Schlussspurt fiel. Deresse Mekonnen kam als Führender auf die Zielgerade, wurde jedoch noch von Yusuf Saad Kamel abgefangen. Dahinter konnte sich Bernard Lagat aus der Mitte des Feldes noch auf den dritten Rang vorschieben. Der aktuelle Olympiasieger Asbel Kiprop musste in der letzten Kurve den langen Weg über die dritte Bahn gehen, weil die Innenbahnen von anderen Läufern blockiert waren. So kam er nicht mehr rechtzeitig in die Position, um in den Kampf um die Medaillen entscheidend eingreifen zu können und gelangte als Vierter ins Ziel.
Weitere Teilnehmer aus deutschsprachigen Ländern und Regionen:

im Vorlauf ausgeschieden: Stefan Eberhardt (GER), 3:40,05 min; Christian Obrist (ITA), 3:43,41 min; Carsten Schlangen (GER), 3:44,00 min

### 5000 m
| Platz | Athlet               | Land | Zeit (min) |
| ----- | -------------------- | ---- | ---------- |
| 1     | Kenenisa Bekele      | ETH  | 13:17,09   |
| 2     | Bernard Lagat        | USA  | 13:17,33   |
| 3     | James Kwalia         | QAT  | 13:17,78   |
| 4     | Moses Ndiema Kipsiro | UGA  | 13:18,11   |
| 5     | Eliud Kipchoge       | KEN  | 13:18,95   |
| 6     | Ali Abdosh           | ETH  | 13:19,11   |
| 7     | Mo Farah             | GBR  | 13:19,69   |
| 8     | Matthew Tegenkamp    | USA  | 13:20,23   |

Finale: 23. August, 16:25 Uhr
WR: Kenenisa Bekele (ETH), 12:37,35 min, 2004

WL: Kenenisa Bekele (ETH), 12:56,23 min
Doping:

Der im Vorlauf ausgeschiedene Hussain Jamaan Alhamdah aus Saudi-Arabien wurde wegen Unregelmäßigkeiten in seinem Biologischen Pass gesperrt. Unter anderem sein Resultat von diesen Weltmeisterschaften wurde annulliert.
Weiterer Teilnehmer aus deutschsprachigen Ländern:

im Vorlauf ausgeschieden: Arne Gabius (GER), 13:49,13 min

### 10.000 m
| Platz | Athlet                 | Land | Zeit (min)  |
| ----- | ---------------------- | ---- | ----------- |
| 1     | Kenenisa Bekele        | ETH  | 26:46,31 CR |
| 2     | Zersenay Tadese        | ERI  | 26:50,12    |
| 3     | Moses Ndiema Masai     | KEN  | 26:57,39    |
| 4     | Imane Merga            | ETH  | 27:15,94    |
| 5     | Bernard Kiprop Kipyego | KEN  | 27:18,47    |
| 6     | Dathan Ritzenhein      | USA  | 27:22,28    |
| 7     | Micah Kogo             | KEN  | 27:26,33    |
| 8     | Galen Rupp             | USA  | 27:37,99    |

Datum: 17. August, 20:50 Uhr

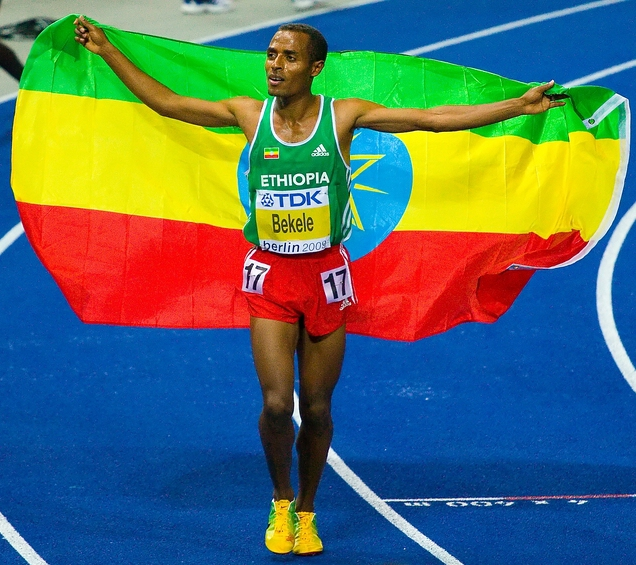
Kenenisa Bekele auf der Ehrenrunde nach dem 10.000-Meter-Finale

WR: Kenenisa Bekele (ETH), 26:17,53 min, 2005

WL: Josphat Muchiri Ndambiri (KEN), 26:57,36 min
Der Titelverteidiger und dominierende 10.000-Meter-Läufer der vergangenen Jahre Kenenisa Bekele ging als hoher Favorit an den Start, dies umso mehr, als sein Landsmann Sileshi Sihine verletzt ausfiel. Schon in der ersten Rennhälfte versuchten die Läufer aus Katar und Kenia Bekele durch hohes Tempo in Bedrängnis zu bringen. Vor allem Nicholas Kemboi leistete einen Großteil der Führungsarbeit. Die 5000-Meter-Marke wurde in 13:40,45 min erreicht. Bekele behielt jedoch stets die Kontrolle über den Rennverlauf. Etwa vier Kilometer vor dem Ziel griff Zersenay Tadese an. Seiner Tempoverschärfung konnte schließlich nur noch Bekele folgen. Obwohl sich Tadese nach Kräften mühte, gelang es ihm nicht, Bekele abzuschütteln. Zu Beginn der letzten Runde startete Bekele seinen typischen Schlussspurt, um so Tadese fast mühelos abzuhängen und in Weltmeisterschaftsrekordzeit zu gewinnen. Moses Ndiema Masai, der bis zu Tadeses Angriff der Führungsgruppe angehört hatte, wurde abgeschlagener Dritter. In dem typischerweise von Afrikanern bestimmten Wettbewerb konnten sich bemerkenswerterweise mit Dathan Ritzenhein und Galen Rupp zwei US-Amerikaner unter den besten Acht platzieren.

### Marathon
| Platz | Athlet                     | Land | Zeit (h)   |
| ----- | -------------------------- | ---- | ---------- |
| 1     | Abel Kirui                 | KEN  | 2:06:55 CR |
| 2     | Emmanuel Kipchirchir Mutai | KEN  | 2:07:48    |
| 3     | Tsegay Kebede              | ETH  | 2:08:35    |
| 4     | Yemane Tsegay              | ETH  | 2:08:42    |
| 5     | Robert Kipkoech Cheruiyot  | KEN  | 2:10:46    |
| 6     | Atsushi Satō               | JPN  | 2:12:05    |
| 7     | Adil Annani                | MAR  | 2:12:12    |
| 8     | José Manuel Martínez       | ESP  | 2:14:04    |

Datum: 22. August, 11:45 Uhr

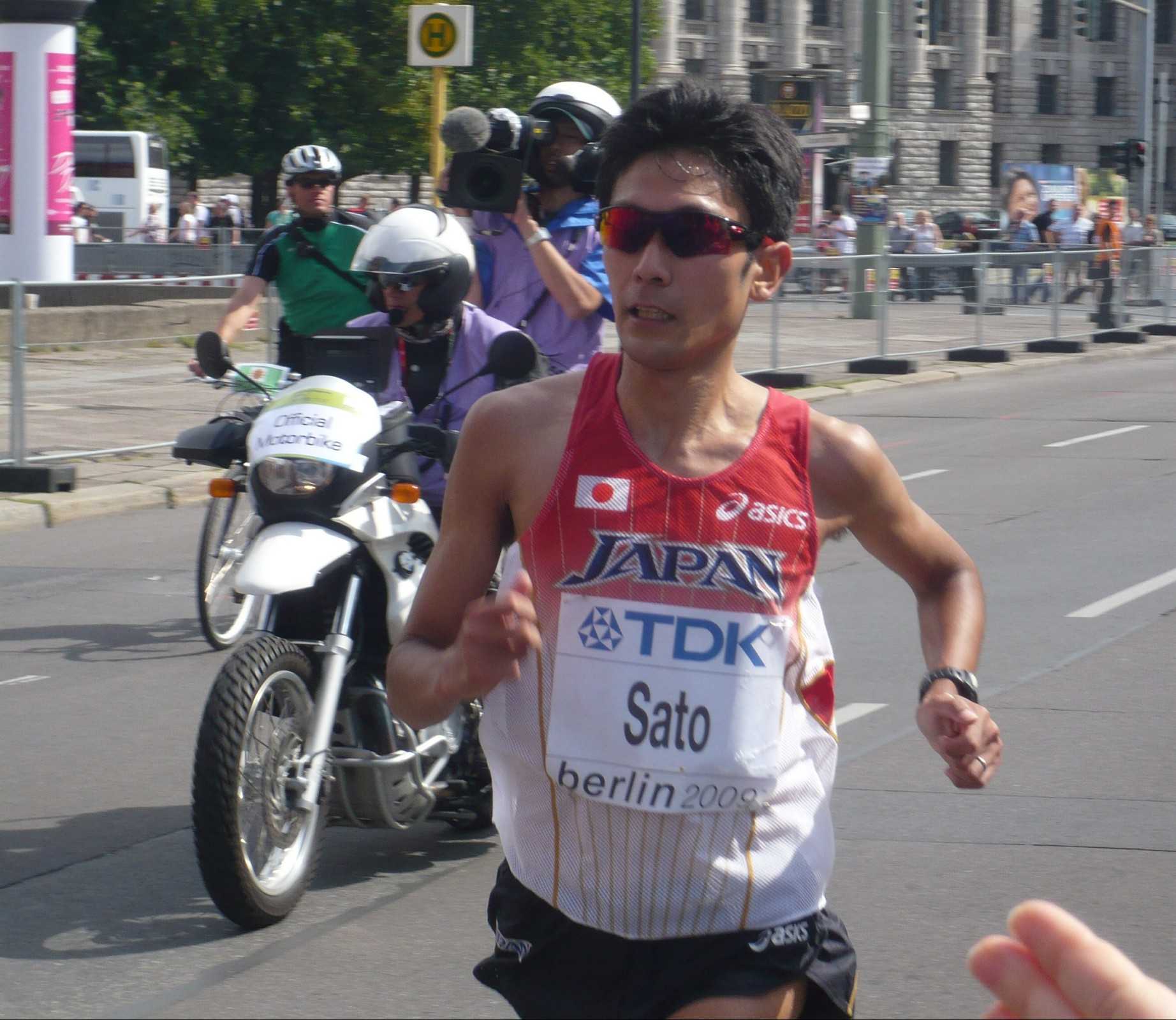
Der sechstplatzierte Atsushi Satō

WR: Haile Gebrselassie (ETH), 2:03:59 h, 2008

WL: Duncan Kibet Kirong (KEN), 2:04:27 h
Einige der stärksten Athleten wie Weltrekordler Haile Gebrselassie, der aktuelle Olympiasieger Samuel Kamau Wanjiru sowie Titelverteidiger Luke Kibet waren hier nicht am Start. Dennoch entwickelte sich von Beginn an trotz warmer Temperaturen um 21 °C ein schnelles Rennen. Eine achtköpfige Führungsgruppe erreichte die Halbmarathonmarke in 1:03:03 h. Nach dreißig Kilometern in 1:29:43 h führten die drei Kenianer Abel Kirui, Robert Kipkoech Cheruiyot und Emmanuel Kipchirchir Mutai sowie Deriba Merga aus Äthiopien. Dessen Landsmann Tsegay Kebede lag acht Sekunden zurück. Kebede überholte auf den nächsten ca. fünf Kilometern erst Cheruiyot und dann Merga, der später das Rennen aufgab. An der Spitze konnte sich der spätere Sieger Kirui in der Endphase von Mutai absetzen, der trotz Magenproblemen den zweiten Platz vor Kebede verteidigte. Dabei unterbot Kirui den alten Meisterschaftsrekord des verletzt fehlenden Marokkaners Jaouad Gharib um 1:36 min. Von 91 gestarteten Läufern erreichten 70 das Ziel.
Zwei Athleten wurden nachträglich aufgrund von Verstößen gegen die Antidopingbestimmungen disqualifiziert:
- Der Russe Michail Lemajew, Rang 45, wurde wegen Unregelmäßigkeiten in seinem Biologischen Pass für zwei Jahre gesperrt. Sein Resultat bei diesen Weltmeisterschaften wurde ihm aberkannt.[9]
- Der Marokkaner Abderrahim Goumri, der das Ziel nicht erreicht hatte, wurde zusammen mit acht weiteren Sportlern bei Nachtests überführt. In seinem Biologischen Pass wurden Unregelmäßigkeiten nachgewiesen. Sein Verband sperrte ihn schließlich für vier Jahre.[10]

Weitere Teilnehmer aus deutschsprachigen Ländern:

Platz 18: André Pollmächer (GER), 2:15:36 h; Platz 34: Martin Beckmann (GER), 2:18:08 h; Platz 49: Falk Cierpinski (GER), 2:22:36 h; Platz 65: Tobias Sauter (GER), 2:35:43 h

#### Marathon-Cup
| Platz | Land        | Athleten                                                        | Zeit (h) |
| ----- | ----------- | --------------------------------------------------------------- | -------- |
| 01    | Kenia       | Abel Kirui Emmanuel Kipchirchir Mutai Robert Kipkoech Cheruiyot | 6:25:28  |
| 02    | Äthiopien   | Tsegay Kebede Yemane Tsegay Dejene Yirdaw                       | 6:32:26  |
| 03    | Japan       | Atsushi Satō Masaya Shimizu Satoshi Irifune                     | 6:41:05  |
| 04    | Portugal    | José Moreira Luís Feiteira Fernando Silva                       | 7:15:00  |
| 05    | Südafrika   | Norman Dlomo Johannes Kekana Coolboy Ngamole                    | 6:42:59  |
| 06    | Brasilien   | Marílson dos Santos y Adriano Bastos José de Souza              | 6:46:27  |
| 07    | Australien  | Martin Dent Andrew Letherby Mark Tucker                         | 6:47:32  |
| 08    | Deutschland | André Pollmächer Martin Beckmann Falk Cierpinski                | 6:55:31  |

Datum: 22. August, 11:45 Uhr
In der Mannschaftswertung, dem Marathon-Cup, dessen Resultat nicht in die Medaillenwertung dieser Weltmeisterschaften einging, der jedoch Teil des Weltcups war, errechneten sich die Platzierungen aus der Summe der Zeiten der drei schnellsten Läufer eines Landes. Jede Nation durfte bis zu fünf Teilnehmer stellen.

### 110 m Hürden
| Platz | Athlet            | Land | Zeit (s) |
| ----- | ----------------- | ---- | -------- |
| 1     | Ryan Brathwaite   | BAR  | 13,14 NR |
| 2     | Terrence Trammell | USA  | 13,15    |
| 3     | David Payne       | USA  | 13,15    |
| 4     | William Sharman   | GBR  | 13,30    |
| 5     | Maurice Wignall   | JAM  | 13,31    |
| 6     | Petr Svoboda      | CZE  | 13,38    |
| 7     | Dwight Thomas     | JAM  | 13,56    |
| 8     | Ji Wei            | CHN  | 13,57    |

Finale: 20. August, 20:55 Uhr
Wind: +0,1 m/s
WR: Dayron Robles (CUB) 12,87 s, 2008

WL: Dayron Robles (CUB) 13,04 s
Doping:

Der im Halbfinale ausgeschiedene Russe Jewgeni Borissow wurde des Verstoßes gegen die Antidopingbestimmungen überführt. Seine zwischen dem 20. August 2009 und 19. August 2011 erzielten Ergebnisse wurden gestrichen. Außerdem erhielt er eine zweijährige Sperre vom 20. September 2017 bis 19. September 2019.

### 400 m Hürden
| Platz | Athlet             | Land | Zeit (s) |
| ----- | ------------------ | ---- | -------- |
| 1     | Kerron Clement     | USA  | 47,91 WL |
| 2     | Javier Culson      | PUR  | 48,09 NR |
| 3     | Bershawn Jackson   | USA  | 48,23    |
| 4     | Jehue Gordon       | TRI  | 48,26 NR |
| 5     | Periklis Iakovakis | GRE  | 48,42    |
| 6     | Danny McFarlane    | JAM  | 48,65    |
| 7     | David Greene       | GBR  | 48,68    |
| 8     | Félix Sánchez      | DOM  | 50,11    |

Finale: 18. August, 20:50 Uhr

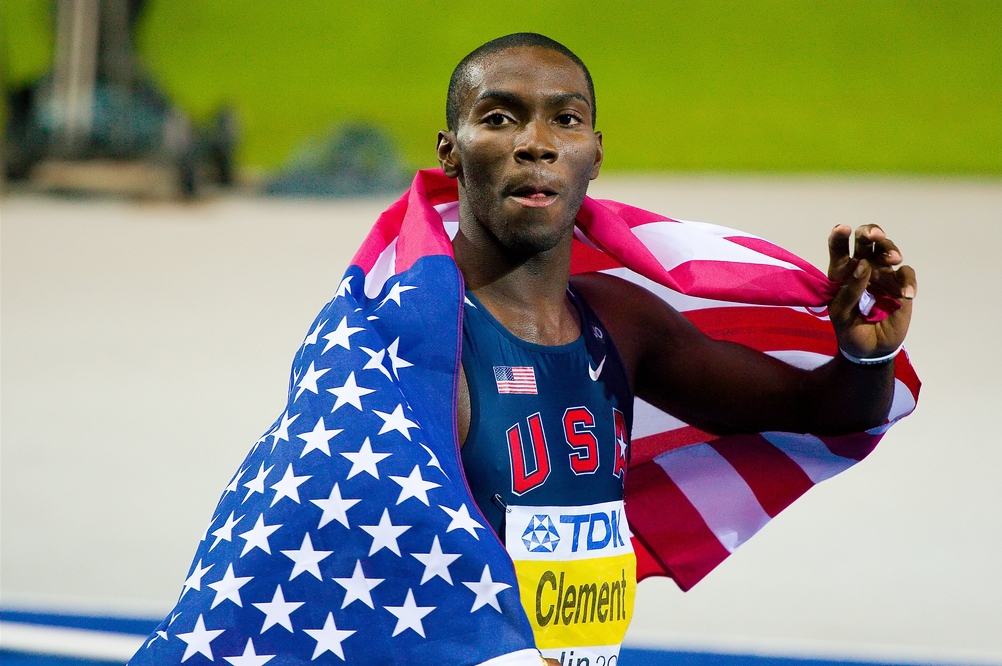
Kerron Clement – Weltmeister wie zwei Jahre zuvor

WR: Kevin Young (USA), 46,78 s, 1992

WL: Louis Jacobus van Zyl (RSA), 47,94 s

### 3000 m Hindernis
| Platz | Athlet                      | Land | Zeit (min) |
| ----- | --------------------------- | ---- | ---------- |
| 1     | Ezekiel Kemboi              | KEN  | 8:00,43 CR |
| 2     | Richard Kipkemboi Mateelong | KEN  | 8:00,89    |
| 3     | Bouabdellah Tahri           | FRA  | 8:01,18 ER |
| 4     | Paul Kipsiele Koech         | KEN  | 8:01,26    |
| 5     | Yacob Jarso                 | ETH  | 8:12,13    |
| 6     | Roba Gari                   | ETH  | 8:12,40    |
| 7     | Brimin Kiprop Kipruto       | KEN  | 8:12,61    |
| 8     | Jukka Keskisalo             | FIN  | 8:14,47    |

Finale: 18. August, 19:50 Uhr
WR: Saif Saaeed Shaheen (QAT) 7:53,63 min, 2004

WL: Ezekiel Kemboi (KEN), 7:58,85 min
In diesem Wettbewerb waren zwei Athleten gedopt:
- Der Marokkaner Jamel Chatbi hatte sich zunächst für das Finale qualifiziert, war jedoch am Tag zuvor als erster Athlet bei diesen Weltmeisterschaften positiv getestet worden und verzichtete auf einen Finalstart.[12] Er erhielt eine Sperre zwischen 2009 und 2012 und wurde 2016, inzwischen für Italien startend noch einmal auffällig, als er drei Dopingtests verpasste und aus dem italienischen Olympiakader gestrichen wurde.[13]
- Der im Vorlauf ausgeschiedene Russe ldar Minschin stellte sich bei einem Nachtest als gedopt heraus (Probe vom 15. August 2009). Sein Resultat des einen Tag nach Entnahme der Probe stattfindenden Vorlaufs bei diesen Weltmeisterschaften wurde annulliert. Außerdem erhielt der Athlet eine zweijährige Sperre bis zum 24. August 2018.[14]

Weiterer Teilnehmer aus deutschsprachigen Ländern:

im Vorlauf ausgeschieden: Steffen Uliczka (GER), 8:37,83 min

### 4 × 100 m Staffel
| Platz | Land                | Athleten | Zeit (s) |
| ----- | ------------------- | --- | -------- |
| 1     | Jamaika             | Steve Mullings Michael Frater Usain Bolt (Finale) Asafa Powell (Finale) im Vorlauf außerdem: Lerone Clarke Dwight Thomas   | 37,31 CR |
| 2     | Trinidad und Tobago | Darrel Brown Marc Burns Emmanuel Callander (Finale) Richard Thompson im Vorlauf außerdem: Keston Bledman                   | 37,62 NR |
| 3     | Großbritannien      | Simeon Williamson Tyrone Edgar Marlon Devonish Harry Aikines-Aryeetey                                                      | 38,02    |
| 4     | Japan               | Masashi Eriguchi Naoki Tsukahara Shinji Takahira Kenji Fujimitsu                                                           | 38,30    |
| 5     | Kanada              | Sam Effah (Finale) Oluseyi Smith Jared Connaughton Bryan Barnett im Vorlauf außerdem: Hank Palmer                          | 38,39    |
| 6     | Italien             | Roberto Donati Simone Collio Emanuele Di Gregorio Fabio Cerutti                                                            | 38,54    |
| 7     | Brasilien           | Vicente de Lima Sandro Viana Basílio de Moraes José Carlos Moreira                                                         | 38,56    |
| 8     | Frankreich          | Ronald Pognon Martial Mbandjock Eddy De Lépine (Finale) Christophe Lemaitre im Vorlauf außerdem: Pierre-Alexis Pessonneaux | 39,21    |

Finale: 22. August, 20:50 Uhr
WR: Jamaika, 37,10 s, 2008

WL: USA, 37,85 s

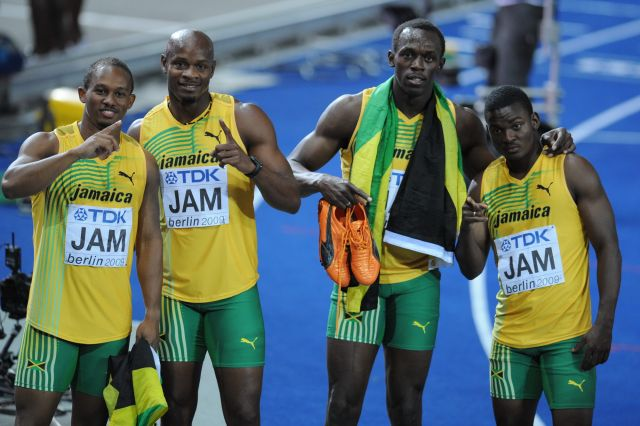
Die jamaikanische Siegerstaffel (v. l. n. r.):: Michael Frater, Asafa Powell, Usain Bolt, Steve Mullings

Weitere Staffeln aus deutschsprachigen Ländern:

in der Qualifikation ausgeschieden:
- Schweiz (Pascal Mancini, Marc Schneeberger, Reto Schenkel, Marco Cribari), 39,47 s;
- Deutschland (Tobias Unger, Marius Broening, Alexander Kosenkow, Martin Keller), DNF

### 4 × 400 m Staffel
| Platz | Land                    | Athleten | Zeit (min) |
| ----- | ----------------------- | --- | ---------- |
| 1     | USA                     | Angelo Taylor Jeremy Wariner (Finale) Kerron Clement LaShawn Merritt (Finale) im Vorlauf außerdem: Lionel Larry Bershawn Jackson | 2:57,86 WL |
| 2     | Großbritannien          | Conrad Williams Michael Bingham (Finale) Robert Tobin Martyn Rooney im Vorlauf außerdem: David Greene                            | 3:00,53    |
| 3     | Australien              | John Steffensen (Finale) Ben Offereins Tristan Thomas Sean Wroe im Vorlauf außerdem: Joel Milburn                                | 3:00,90    |
| 4     | Belgien                 | Antoine Gillet Kevin Borlée Nils Duerinck Cédric Van Branteghem                                                                  | 3:01,88    |
| 5     | Polen                   | Marcin Marciniszyn Piotr Klimczak Kacper Kozłowski (Finale) Jan Ciepiela im Vorlauf außerdem: Rafał Wieruszewski                 | 3:02,23    |
| 6     | Dominikanische Republik | Arismendy Peguero Yon Soriano (Finale) Yoel Tapia Félix Sánchez im Vorlauf außerdem: Gustavo Cuesta                              | 3:02,47    |
| 7     | Frankreich              | Leslie Djhone Teddy Venel Yannick Fonsat Yoann Décimus                                                                           | 3:02,65    |
| 8     | Nigeria                 | Saul Weigopwa Noah Akwu Cristian Morton Bola Gee Lawal                                                                           | 3:02,73    |

Finale: 23. August, 18:15 Uhr
WR: Vereinigte Staaten, 2:54,29 min, 1993

WL: Bahamas, 3:00,29 min
Weitere Staffel aus deutschsprachigen Ländern:

in der Qualifikation ausgeschieden: Deutschland (Martin Grothkopp, Kamghe Gaba, Eric Krüger, Ruwen Faller), 3:03,52 min

### 20 km Gehen
| Platz | Athlet              | Land | Zeit (h)   |
| ----- | ------------------- | ---- | ---------- |
| 1     | Wang Hao            | CHN  | 1:19:06    |
| 2     | Eder Sánchez        | MEX  | 1:19:22    |
| 3     | Giorgio Rubino      | ITA  | 1:19:50    |
| 4     | Luis Fernando López | COL  | 1:20:03 NR |
| 5     | Jared Tallent       | AUS  | 1:20:27    |
| 6     | Erik Tysse          | NOR  | 1:20:38    |
| 7     | Jesús Sánchez       | MEX  | 1:20:52    |
| 8     | Matej Tóth          | HUN  | 1:21:13    |

Datum: 15. August, 13:00 Uhr

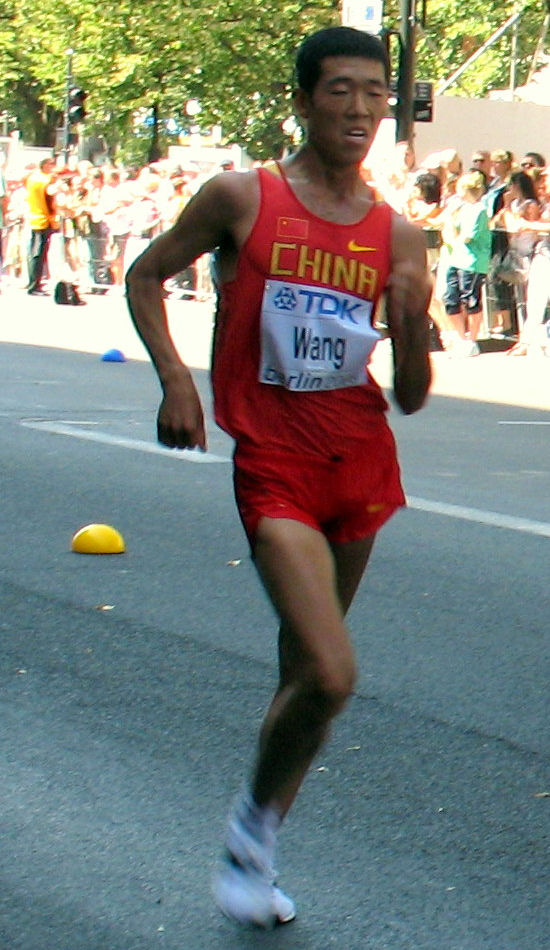
Wang Hao siegte auf der kürzeren der beiden Gehstrecke mit sechzehn Sekunden Vorsprung

WR: Wladimir Kanaikin (RUS), 1:17:16 h, 2007
Der Wettkampf fand im Stadtzentrum auf einer 2-Kilometer-Runde beim Brandenburger Tor statt, die von den Athleten zehn Mal durchgangen werden musste. Dabei waren rund 15.000 Zuschauer. Bei 25 °C starteten fünfzig Geher, von denen 42 das Ziel erreichten. Der italienische Olympiasieger von 2004, Ivano Brugnetti schied ebenso aus wie der Olympiazweite von 2004 und dreimalige Weltmeisterschaftszweite Francisco Javier Fernández aus Spanien. Die im späteren Endresultat vorne liegenden Athleten übernahmen nach Kilometer vierzehn die Führung.
Hier gab es drei Dopingfälle:
- Waleri Bortschin, Russland – zunächst auf Rang 1. Er erhielt als Wiederholungstäter 2015 eine achtjährige Sperre, die rückwirkend zum 15. Oktober 2012 begann. Unter anderem sein Resultat von diesen Weltmeisterschaften wurde annulliert.[15]
- Pjotr Trofimow, Russland – zunächst auf Rang 31. Er wurde wegen der Einnahme verbotener leistungssteigernder Mittel für vier Jahre beginnend am 3. November 2016 gesperrt. Alle seine zwischen dem 13. August 2009 und 18. Mai 2013 erzielten Ergebnisse wurden gecancelt.[16]
- Ruslan Dmytrenko, Ukraine – zunächst auf Rang 33. Für ihn gab es einen Tag vor dem Wettbewerb hier einen positiven Dopingbefund, über den allerdings endgültig erst 2019 abschließend entschieden wurde. Seine zwischen dem 14. August 2009 und 3. August 2012 erzielten Resultate wurden annulliert. Darüber hinaus erhielt er eine zweijährige Sperre bis zum 4. Mai 2020.[17]

Weiterer Teilnehmer aus deutschsprachigen Ländern:

Platz 13: André Höhne (GER), 1:21:59 h

### 50 km Gehen
| Platz | Athlet             | Land | Zeit (h)   |
| ----- | ------------------ | ---- | ---------- |
| 1     | Trond Nymark       | NOR  | 3:41:16 NR |
| 2     | Jesús Ángel García | ESP  | 3:41:37    |
| 3     | Grzegorz Sudoł     | POL  | 3:42:34    |
| 4     | André Höhne        | GER  | 3:43:19    |
| 5     | Luke Adams         | AUS  | 3:43:39    |
| 6     | Jared Tallent      | AUS  | 3:44:50    |
| 7     | Marco De Luca      | ITA  | 3:46:31    |
| 8     | Jarkko Kinnunen    | FIN  | 3:47:36    |

Datum: 21. August, 9:10 Uhr
WR: Denis Nischegorodow (RUS), 3:34:14 h, 2008

WL: Yohann Diniz (FRA), 3:38:45 h
Doping:

Der ursprünglich erstplatzierte Russe Sergei Kirdjapkin wurde wegen Auffälligkeiten in seinem Biologischen Pass nachträglich disqualifiziert. Dies geschah, nachdem der internationale Sportgerichtshof CAS den Einspruch der IAAF bestätigt hatte. Alle zwischen dem 20. August 2009 und 15. Oktober 2012 erzielten Resultate des russischen Gehers wurden ihm aberkannt.
Weiterer Teilnehmer aus deutschsprachigen Ländern und Regionen:

Alex Schwazer (ITA), DNF

### Hochsprung
| Platz | Athlet             | Land | Höhe (m) |
| ----- | ------------------ | ---- | -------- |
| 1     | Jaroslaw Rybakow   | RUS  | 2,32     |
| 2     | Kyriakos Ioannou   | CYP  | 2,32     |
| 3     | Raúl Spank         | GER  | 2,32     |
| 3     | Sylwester Bednarek | POL  | 2,32     |
| 5     | Jaroslav Bába      | CZE  | 2,23     |
| 5     | Mickaël Hanany     | FRA  | 2,23     |
| 5     | Martijn Nuyens     | NED  | 2,23     |
| 5     | Linus Thörnblad    | SWE  | 2,23     |

Finale: 21. August, 19:15 Uhr
WR: Javier Sotomayor (CUB), 2,45 m, 1993

WL: Andra Manson (USA), Iwan Uchow (RUS) und Jaroslaw Rybakow (RUS), 2,35 m
Aufgrund starken Regens verzögerte sich der Beginn des Finales um etwa eine Stunde. Danach hatten viele Springer Probleme, auf der nassen Anlaufbahn ihr volles Leistungsvermögen abzurufen. Nur vier Athleten übersprangen 2,28 m und in der Folge auch 2,32 m. Da alle vier schließlich an 2,35 m scheiterten, entschied die Anzahl der Fehlversuche über die Medaillenvergabe. Hinter dem Sieger Jaroslaw Rybakow und dem Zweiten Kyriakos Ioannou teilten sich Sylwester Bednarek und Raúl Spank den dritten Platz. Für Rybakow war es nach drei zweiten Plätzen das erste Weltmeisterschaftsgold. Bednarek übertraf seine bisherige persönliche Bestleistung um vier Zentimeter, Raul Spank stellte seine ein. Dagegen war Titelverteidiger Donald Thomas bereits in der Qualifikation ausgeschieden.

### Stabhochsprung
| Platz | Athlet              | Land | Höhe (m) |
| ----- | ------------------- | ---- | -------- |
| 1     | Steve Hooker        | AUS  | 5,90     |
| 2     | Romain Mesnil       | FRA  | 5,85     |
| 3     | Renaud Lavillenie   | FRA  | 5,80     |
| 4     | Maksym Masuryk      | UKR  | 5,75     |
| 5     | Alexander Gripitsch | RUS  | 5,75     |
| 6     | Damiel Dossevi      | FRA  | 5,75     |
| 7     | Steven Lewis        | GBR  | 5,65     |
| 7     | Alexander Straub    | GER  | 5,65     |
| 7     | Giuseppe Gibilisco  | ITA  | 5,65     |

Finale: 22. August, 18:15 Uhr
WR: Serhij Bubka (UKR), 6,14 m, 1994

WL-Outdoor: Renaud Lavillenie (FRA), 6,01 m

WL-Indoor: Steven Hooker (AUS) 6,06 m
Steve Hooker gewann die Konkurrenz trotz einer schmerzhaften Oberschenkelverletzung, die ihn daran hinderte, den vollen Wettbewerb zu absolvieren. Er machte lediglich zwei Sprünge, hatte einen Fehlversuch bei 5,85 m und dann einen weiteren erfolgreichen Sprung bei 5,90 m. Dieser reichte für die Goldmedaille, da keiner der beiden noch verbliebenen Franzosen 5,95 m überspringen konnte. Insbesondere Renaud Lavillenie mit einer Saisonbestleistung von 6,01 m hätte von der Höhe her noch deutlich mehr Potential besessen, scheiterte aber nach Fehlversuchen bei 5,85 m und 5,90 m auch in seinem einzigen noch verbliebenen Versuch über 5,95 m an einer geringen seitlichen Berührung der Latte.
Doping:

Der zunächst auf dem geteilten zwölften Platz eingestufte Belgier Kevin Rans wurde nach einem positiven Befund einer Dopingprobe von den Halleneuropameisterschaften 2009 zunächst freigesprochen, dann aber mit einer dreimonatigen Sperre belegt. Unter anderem sein Resultat von diesen Weltmeisterschaften wurde annulliert.
Weitere Teilnehmer aus deutschsprachigen Ländern:
- nach erfolgreicher Qualifikation im Hauptbewerb leicht verletzt angetreten: Malte Mohr (GER), 5,50 m
- in der Qualifikation ausgeschieden: Björn Otto (GER), 5,55 m

### Weitsprung
| Platz | Athlet                 | Land | Weite (m) |
| ----- | ---------------------- | ---- | --------- |
| 1     | Dwight Phillips        | USA  | 8,54      |
| 2     | Godfrey Khotso Mokoena | RSA  | 8,47      |
| 3     | Mitchell Watt          | AUS  | 8,37      |
| 4     | Fabrice Lapierre       | AUS  | 8,21      |
| 5     | Greg Rutherford        | GBR  | 8,17      |
| 6     | Salim Sdiri            | FRA  | 8,07      |
| 7     | Gable Garenamotse      | BOT  | 8,06      |
| 8     | Christopher Tomlinson  | GBR  | 8,06      |

Finale: 22. August, 18:05 Uhr

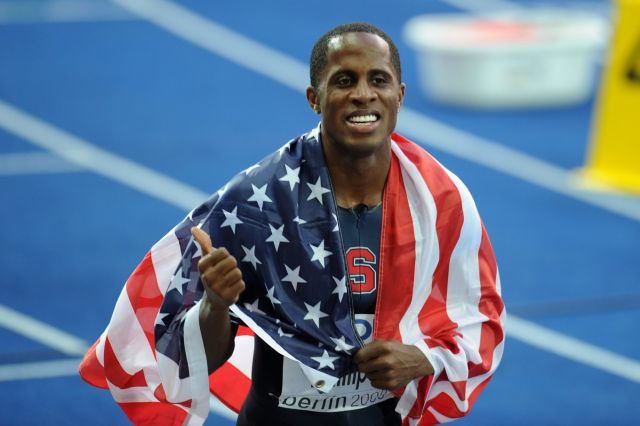
WM-Titel Nummer drei für Dwight Phillips

WR: Mike Powell (USA), 8,95 m, 1991

WL: Dwight Phillips (USA), 8,74 m
Mitfavorit und Titelverteidiger Irving Saladino schied im Vorkampf des Finales ohne gültigen Versuch aus.
Die Siegerehrung wurde durch die Enkelinnen von Jesse Owens und Luz Long vorgenommen.
Weitere Teilnehmer aus deutschsprachigen Ländern:

in der Qualifikation ausgeschieden: Sebastian Bayer (GER), 7,98 m; Nils Winter (GER), 7,69 m;

### Dreisprung
| Platz | Athlet              | Land | Weite (m) |
| ----- | ------------------- | ---- | --------- |
| 1     | Phillips Idowu      | GBR  | 17,73 WL  |
| 2     | Nelson Évora        | POR  | 17,55     |
| 3     | Alexis Copello      | CUB  | 17,36     |
| 4     | Leevan Sands        | BAH  | 17,32     |
| 5     | Arnie David Giralt  | CUB  | 17,26     |
| 6     | Li Yanxi            | CHN  | 17,23     |
| 7     | Igor Spassowchodski | RUS  | 16,91     |
| 8     | Jadel Gregório      | BRA  | 16,89     |

Finale: 18. August, 18:05 Uhr
WR: Jonathan Edwards (GBR), 18,29 m, 1995

WL: Nelson Évora (POR), 17,66 m
Doping:

Der in der Qualifikation ausgeschiedene Brasilianer Leonardo Elisiario dos Santos wurde im Juni 2009 bei den Südamerikanischen Meisterschaften in Peru positiv getestet. Die Disziplinarkommission des Brasilianischen Leichtathletikverbands sperrte ihn im Jahr 2010 zusammen mit zwei weiteren Athleten für zwei Jahre.
Weiterer Teilnehmer aus deutschsprachigen Ländern:

in der Qualifikation ohne gültigen Versuch ausgeschieden: Charles Friedek (GER)

### Kugelstoßen
| Platz | Athlet             | Land | Weite (m) |
| ----- | ------------------ | ---- | --------- |
| 1     | Christian Cantwell | USA  | 22,03 WL  |
| 2     | Tomasz Majewski    | POL  | 21,91     |
| 3     | Ralf Bartels       | GER  | 21,37     |
| 4     | Reese Hoffa        | USA  | 21,28     |
| 5     | Adam Nelson        | USA  | 21,11     |
| 6     | Miroslav Vodovnik  | SLO  | 20,50     |
| 7     | Hamza Alić         | BIH  | 20,00     |
| 8     | Pawel Sofjin       | RUS  | 19,89     |

Finale: 15. August, 20:15 Uhr

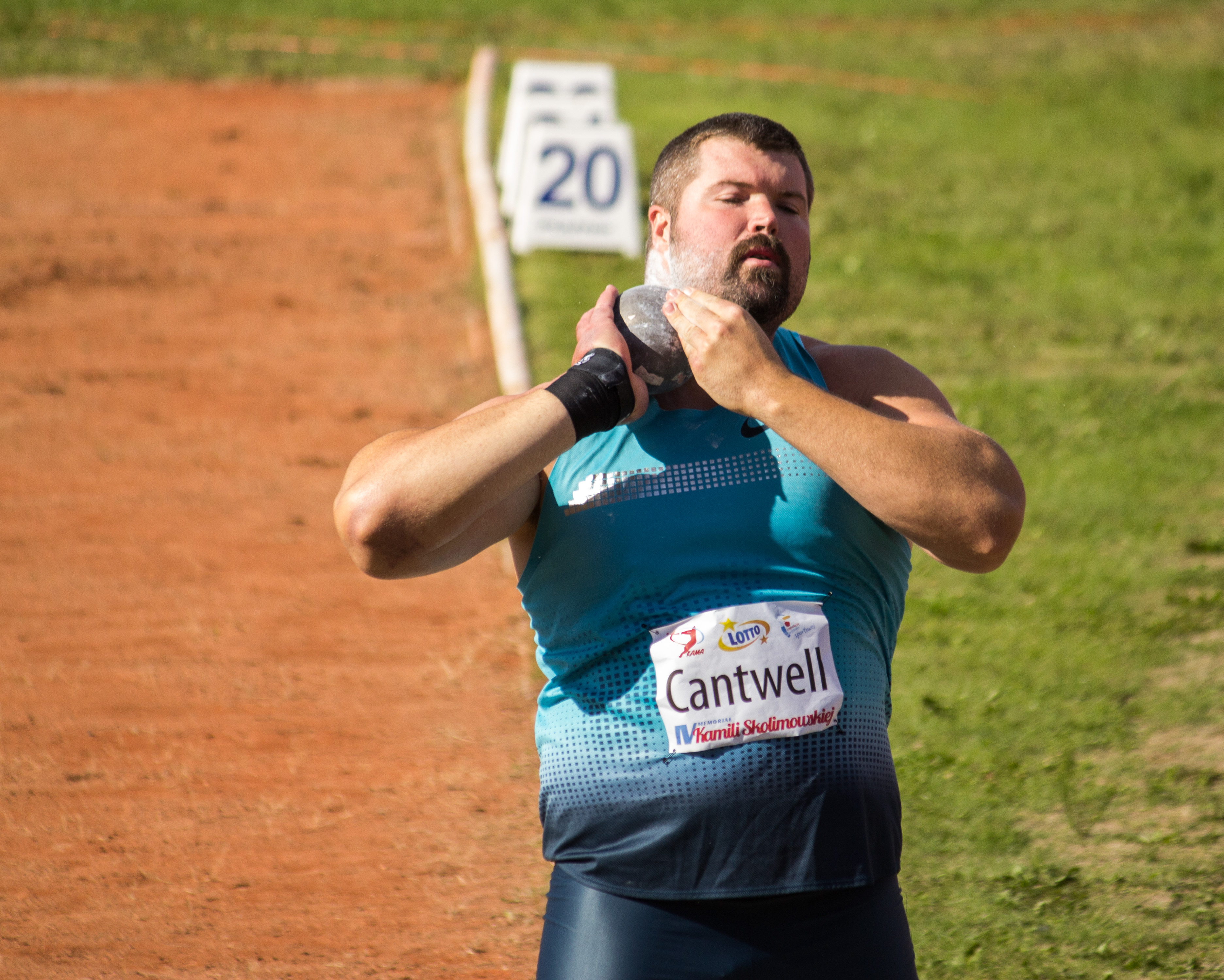
Nach Silber bei Olympia 2008 gab es hier Gold für Christian Cantwell

WR: Randy Barnes (USA), 23,12 m, 1990

WL: Tomasz Majewski (POL), 21,95 m
Christian Cantwell, 2008 Olympiazweiter und Hallenweltmeister, setzte sich mit dem ersten Versuch an die Spitze und erzielte im fünften Versuch den einzigen 22-Meter-Stoß des Wettkampfes, zugleich Jahresweltbestleistung. Ralf Bartels verbesserte seinen persönlichen Rekord um einen Zentimeter. Er gewann wie schon bei den Leichtathletik-Weltmeisterschaften 2005 Bronze und schlug die hochfavorisierten US-Amerikaner Reese Hoffa und Adam Nelson.
In diesem Wettbewerb wurden zwei belarussische Dopingbetrüger disqualifiziert:
- Pawel Lyschyn, zunächst Sechster, wurde 2016 bei Nachtests die Verwendung von Turinabol während der Olympischen Spiele 2008 nachgewiesen. Mehrere seiner Resultate wurden ihm aberkannt, darunter das Resultat von diesen Weltmeisterschaften.[21]
- Andrej Michnewitsch, der ursprünglich den siebten Platz belegt hatte, wurde als Mehrfachtäter vom 26. Dezember 2012 an lebenslang gesperrt. Alle seine Ergebnisse beginnend mit den Weltmeisterschaften 2005 wurden gestrichen.[22]

Weitere Teilnehmer aus deutschsprachigen Ländern:
- im Finale ohne gültigen Versuch: Peter Sack (GER)
- in der Qualifikation ausgeschieden: David Storl (GER), 19,19 m

### Diskuswurf
| Platz | Athlet                  | Land | Weite (m) |
| ----- | ----------------------- | ---- | --------- |
| 1     | Robert Harting          | GER  | 69,43     |
| 2     | Piotr Małachowski       | POL  | 69,15 NR  |
| 3     | Gerd Kanter             | EST  | 66,88     |
| 4     | Virgilijus Alekna       | LTU  | 66,36     |
| 5     | Casey Malone            | USA  | 66,06     |
| 6     | Zoltán Kővágó           | HUN  | 65,17     |
| 7     | Bogdan Pischtschalnikow | RUS  | 65,02     |
| 8     | Gerhard Mayer           | AUT  | 63,17     |

Finale: 19. August, 20:10 Uhr
WR: Jürgen Schult (GDR), 74,08 m, 1986

WL: Gerd Kanter (EST), 71,64 m
Im Finale gab es ein hochspannendes Duell zwischen dem Polen Piotr Małachowski und dem Deutschen Robert Harting, das erst im letzten Durchgang entschieden wurde. Die beiden waren hoch überlegen, mit jedem ihrer gültigen Würfe übertrafen sie die 67-Meter-Marke, an die ansonsten kein Werfer herankam. Nur im vierten Durchgang produzierten beide jeweils einen ungültigen Wurf. Małachowski lag bis zur einschließlich fünften Runde an der Spitze. Mit seinem letzten Wurf übertraf Harting den Polen, der nicht mehr kontern konnte, um 28 Zentimeter. Damit war Robert Harting zum ersten Mal Weltmeister.
Weitere Teilnehmer aus deutschsprachigen Ländern:

in der Qualifikation ausgeschieden: Markus Münch (GER), 60,55 m; Daniel Schaerer (SUI), 58,50 m

### Hammerwurf
| Platz | Athlet            | Land | Weite (m) |
| ----- | ----------------- | ---- | --------- |
| 1     | Primož Kozmus     | SLO  | 80,84     |
| 2     | Szymon Ziółkowski | POL  | 79,30     |
| 3     | Alexei Sagorny    | RUS  | 78,09     |
| 4     | Krisztián Pars    | HUN  | 77,45     |
| 5     | Sergej Litwinow   | GER  | 76,58     |
| 6     | Markus Esser      | GER  | 76,27     |
| 7     | Andraš Haklits    | CRO  | 76,26     |
| 8     | Pawel Krywizki    | BLR  | 76,00     |

Finale: 17. August, 18:05 Uhr
WR: Jurij Sedych (URS), 86,74 m, 1986

WL: Krisztián Pars (HUN), 81,43 m

### Speerwurf
| Platz | Athlet              | Land | Weite (m) |
| ----- | ------------------- | ---- | --------- |
| 1     | Andreas Thorkildsen | NOR  | 89,59     |
| 2     | Guillermo Martínez  | CUB  | 86,41     |
| 3     | Yukifumi Murakami   | JPN  | 82,97     |
| 4     | Vadims Vasiļevskis  | LAT  | 82,37     |
| 5     | Tero Pitkämäki      | FIN  | 81,90     |
| 6     | Antti Ruuskanen     | FIN  | 81,87     |
| 7     | Ainārs Kovals       | LAT  | 81,54     |
| 8     | Mark Frank          | GER  | 81,32     |

Finale: 23. August, 16:20 Uhr

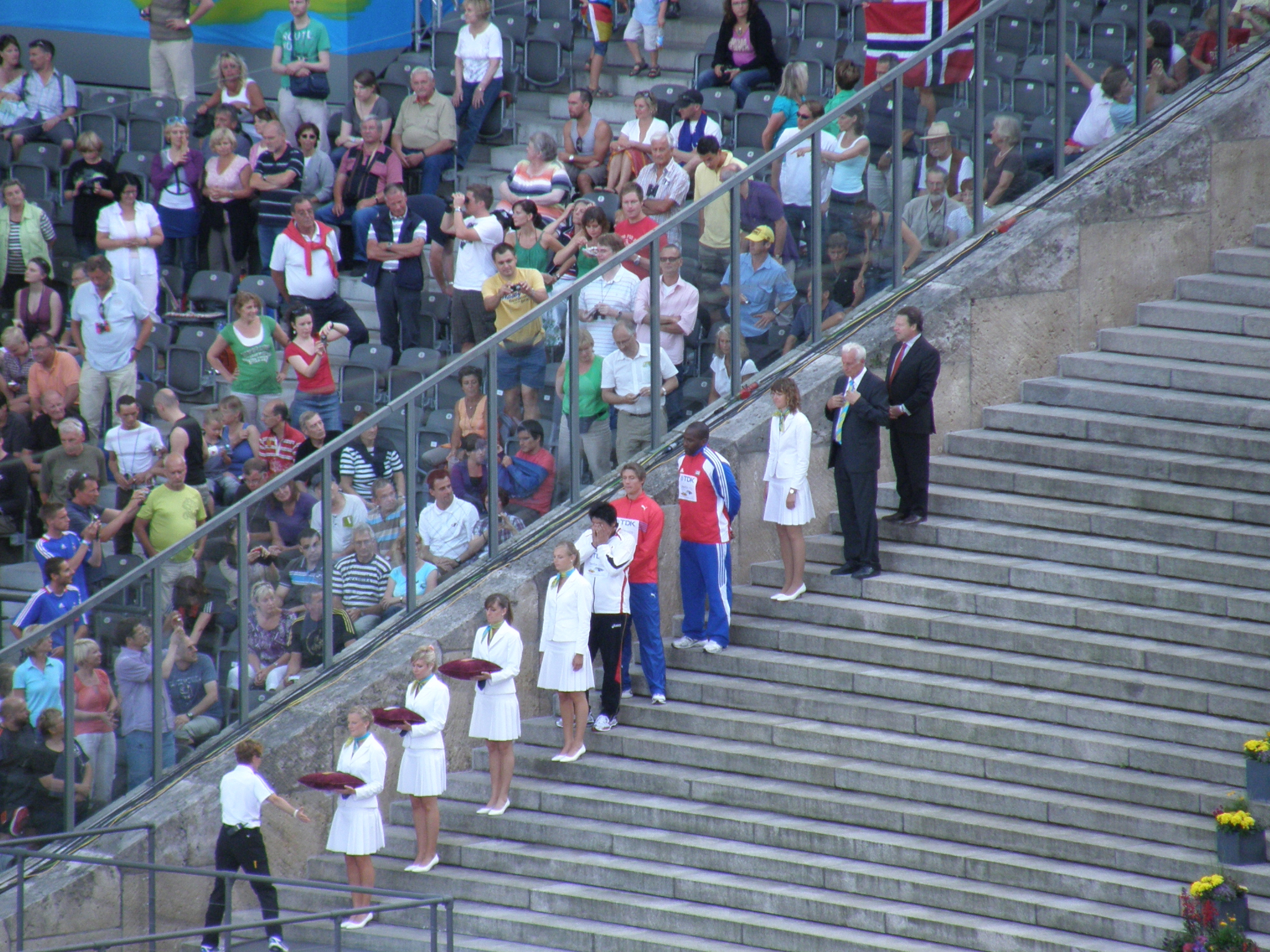
Aufstellung zur Siegerehrung im Speerwurf

WR: Jan Železný (CZE), 98,48 m, 1996

WL: Vadims Vasiļevskis (LAT), 90,71 m
Weitere Teilnehmer aus deutschsprachigen Ländern:

in der Qualifikation ausgeschieden: Tino Häber (GER), 74,11 m; Stefan Müller (SUI), 72,83 m

### Zehnkampf
| Platz | Athlet             | Land | Punkte  |
| ----- | ------------------ | ---- | ------- |
| 1     | Trey Hardee        | USA  | 8790 WL |
| 2     | Leonel Suárez      | CUB  | 8640    |
| 3     | Oleksij Kasjanow   | UKR  | 8479    |
| 4     | Alexei Syssojew    | RUS  | 8454    |
| 5     | Pascal Behrenbruch | GER  | 8439    |
| 6     | Nicklas Wiberg     | SWE  | 8406    |
| 7     | Yordani García     | CUB  | 8387    |
| 8     | Yunior Díaz        | CUB  | 8357    |

Datum: 19./20. August

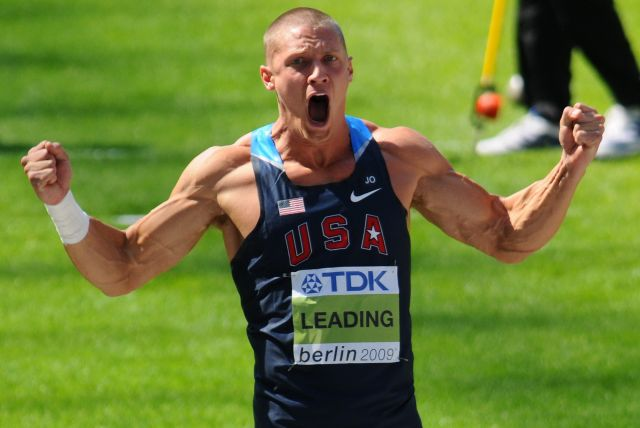
Trey Hardee während des Wettbewerbs in Berlin

WR: Roman Šebrle (CZE), 9026 Punkte, 2001

WL: Leonel Suárez (CUB), 8654 Punkte
Doping:

Der Russe Alexander Pogorelow musste sein zunächst gewonnene Bronzemedaille wieder abgeben, nachdem seine Probe bei Nachtests der Resultate von den Olympischen Spielen 2008 positiv war. Alle seine seitdem in den beiden nächsten Jahren erzielten Resultate wurden gestrichen. Rein formell erhielt darüber hinaus auch eine Sperre, obwohl er bereits vom Leistungssport zurückgetreten war.
Weitere Teilnehmer aus deutschsprachigen Ländern:
- Platz 16: Norman Müller (GER), 8096 Punkte; Platz 27: Moritz Cleve (GER), 7777 Punkte; Platz 30: Simon Walter (SUI), 7649 Punkte
- nach der zweiten Disziplin verletzt aufgegeben: Roland Schwarzl (AUT)

## Resultate Frauen

### 100 m
| Platz | Athletin                 | Land | Zeit (s) |
| ----- | ------------------------ | ---- | -------- |
| 1     | Shelly-Ann Fraser        | JAM  | 10,73 WL |
| 2     | Kerron Stewart           | JAM  | 10,75    |
| 3     | Carmelita Jeter          | USA  | 10,90    |
| 4     | Veronica Campbell-Brown  | JAM  | 10,95    |
| 5     | Lauryn Williams          | USA  | 11,01    |
| 6     | Debbie Ferguson-McKenzie | BAH  | 11,05    |
| 7     | Chandra Sturrup          | BAH  | 11,05    |
| 8     | Aleen Bailey             | JAM  | 11,16    |

Finale: 17. August, 21:35 Uhr
Wind: +0,1 m/s

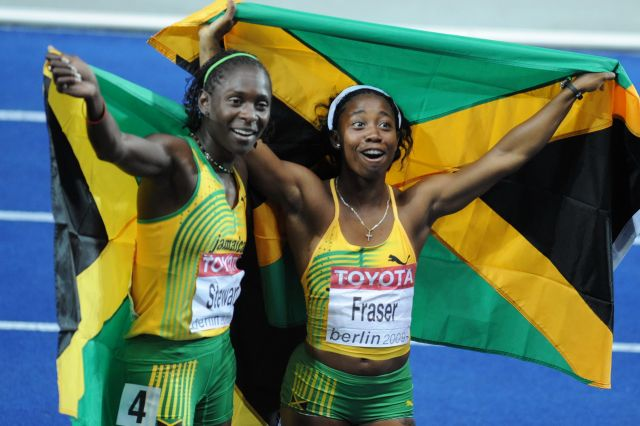
Shelly-Ann Fraser (rechts) und Kerron Stewart nach ihrem Doppelsieg

WR: Florence Griffith-Joyner (USA), 10,49 s, 1988

WL: Kerron Stewart (JAM), 10,75 s
Doping:

Ruqaya Al Ghasra aus Bahrain wurden ihre über 100 Meter (ausgeschieden im Viertelfinale) und 200 Meter (ausgeschieden im Halbfinale) erzielten Resultate aberkannt, weil sich bei Nachtests der Resultate von den Olympischen Spielen 2008 ihre Probe als positiv erwies. Für zwei Jahre wurde sie gesperrt, ihre Ergebnisse der entsprechenden Jahre wurden annulliert.
Weitere Teilnehmerinnen aus deutschsprachigen Ländern:
- im Halbfinale ausgeschieden: Verena Sailer (GER), 11,24 s
- im Viertelfinale ausgeschieden: Marion Wagner (GER), 11,64 s

### 200 m
| Platz | Athletin                 | Land | Zeit (s) |
| ----- | ------------------------ | ---- | -------- |
| 1     | Allyson Felix            | USA  | 22,02    |
| 2     | Veronica Campbell-Brown  | JAM  | 22,35    |
| 3     | Debbie Ferguson-McKenzie | BAH  | 22,41    |
| 4     | Muna Lee                 | USA  | 22,48    |
| 5     | Anneisha McLaughlin      | JAM  | 22,62    |
| 6     | Simone Facey             | JAM  | 22,80    |
| 7     | Emily Freeman            | GBR  | 22,98    |
| 8     | Eleni Artymata           | CYP  | 23,05    |

Finale: 21. August, 21:00 Uhr
Wind: −0,1 m/s
WR: Florence Griffith-Joyner (USA), 21,34 s, 1988

WL: Allyson Felix (USA), 21,88 s
Doping:

Ruqaya Al Ghasra aus Bahrain wurden ihre über 200 (ausgeschieden im Halbfinale) und 100 Meter (ausgeschieden im Viertelfinale) erzielten Resultate aberkannt, weil sich bei Nachtests der Resultate von den Olympischen Spielen 2008 ihre Probe als positiv erwies. Für zwei Jahre wurde sie gesperrt, ihre Ergebnisse der entsprechenden Jahre wurden annulliert.

### 400 m
| Platz | Athletin                    | Land | Zeit (s) |
| ----- | --------------------------- | ---- | -------- |
| 1     | Sanya Richards              | USA  | 49,00 WL |
| 2     | Shericka Williams           | JAM  | 49,32    |
| 3     | Antonina Kriwoschapka       | RUS  | 49,71    |
| 4     | Novlene Williams-Mills      | JAM  | 49,77    |
| 5     | Christine Ohuruogu          | GBR  | 50,21    |
| 6     | Debbie Dunn                 | USA  | 50,35    |
| 7     | Amantle Montsho             | BOT  | 50,65    |
| DOP   | Anastassija Kapatschinskaja | RUS  | 50,53    |

Finale: 18. August, 19:35 Uhr
WR: Marita Koch (GDR), 47,60 s, 1985

WL: Sanya Richards (USA), 49,23 s
Diese Disziplin war von zwei Dopingfällen belastet:
- Die zunächst viertplatzierte russische Anastassija Kapatschinskaja fiel bei Nachtests von Proben der Resultate von den Olympischen Spielen 2008 sowie den Weltmeisterschaften 2011 auf. Mit Turinabol und Stanozolol wurden bei ihr gleich zwei verbotene Substanzen gefunden. Sie erhielt eine nachträgliche vierjährige Sperre, die im betreffenden Zeitraum erzielten Resultate wurden gestrichen.[25]
- Die im Halbfinale ausgeschiedene Nigerianerin Amaka Ogoegbunam war die zweite Athletin bei diesen Weltmeisterschaften, die positiv getestet und nach Verzicht auf das Öffnen der B-Probe umgehend disqualifiziert wurde. Auch über 400 Meter Hürden war sie gestartet und dort ebenso im Halbfinale ausgeschieden.[26]

Weitere Teilnehmerin aus deutschsprachigen Ländern:

im Halbfinale ausgeschieden: Sorina Nwachukwu (GER), 51,98 s

### 800 m
| Platz | Athletin                  | Land | Zeit (min) |
| ----- | ------------------------- | ---- | ---------- |
| 1     | Caster Semenya            | RSA  | 1:55,45 WL |
| 2     | Janeth Jepkosgei Busienei | KEN  | 1:57,90    |
| 3     | Jenny Meadows             | GBR  | 1:57,93    |
| 4     | Julija Krewsun            | UKR  | 1:58,00    |
| 5     | Marija Sawinowa           | RUS  | 1:58,68    |
| 6     | Elisa Cusma Piccione      | ITA  | 1:58,81    |
| 7     | Mayte Martínez            | ESP  | 1:58,81    |
| 8     | Marilyn Okoro             | GBR  | 2:00,32    |

Finale: 19. August, 21:35 Uhr

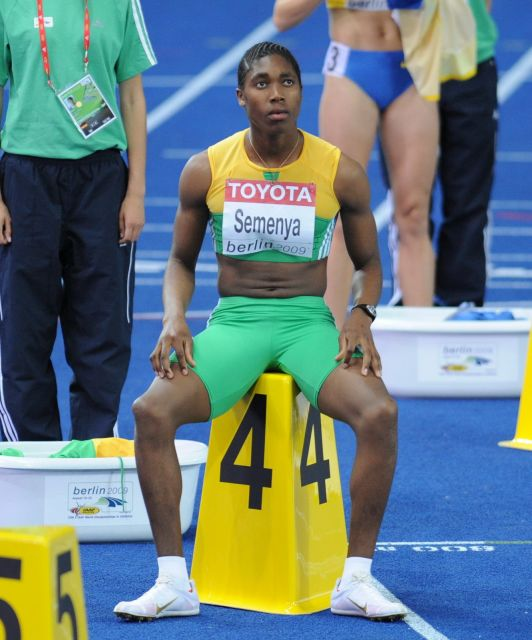
Caster Semenya

WR: Jarmila Kratochvílová (TCH), 1:53,28 min, 1983

WL: Caster Semenya (RSA), 1:56,72 min
Die Siegerin Caster Semenya hatte erstmals drei Wochen vor den Leichtathletik-Weltmeisterschaften mit der Weltjahresbestzeit von 1:56,72 min auf sich aufmerksam gemacht. Im Finale lief sie von der Spitze aus die erste Runde in schnellen 56,83 Sekunden. Etwa 250 Meter vor dem Ziel konnte Semenya einen Angriff erfolgreich abwehren und lief erneut Weltjahresbestzeit, wobei sie die zweitplatzierten Titelverteidigerin Janeth Jepkosgei Busienei aus Kenia um 2,45 Sekunden distanzierte. Aufgrund ihres männlichen Erscheinungsbildes ordnete die IAAF einen Geschlechtstest bei Semenya an. Am 6. Juli 2010 gab die IAAF bekannt, dass Semenya wieder bei den Frauen starten darf.
Hier gab es zwei Dopingfälle:
- Die im Halbfinale ausgeschiedene Russin Swetlana Kljuka wurde zusammen mit zwei weiteren russischen Athletinnen kurz vor den Olympischen Spielen 2008 wegen unerklärbarer Abweichungen in ihrem Biologischen Pass von der IAAF für zwei Jahre gesperrt. Kljukas seit dem 15. August 2009 erzielte Resultate wurden annulliert.[36]
- Die Ergebnisse eines Nachtests der ebenfalls im Halbfinale ausgeschiedenen Ukrainerin Tetjana Petljuk waren positiv. Ihre Resultate über 800 Meter und mit der 4-mal-400-Meter-Staffel bei diesen Weltmeisterschaften wurden annulliert. Außerdem erhielt die Athletin eine zweijährige Sperre bis zum 19. Februar 2015.[27]

Weitere Teilnehmerin aus deutschsprachigen Ländern:

im Vorlauf ausgeschieden: Jana Hartmann (GER), 2:04:99 min

### 1500 m
| Platz | Athletin              | Land | Zeit (min) |
| ----- | --------------------- | ---- | ---------- |
| 1     | Maryam Yusuf Jamal    | BRN  | 4:03,74    |
| 2     | Lisa Dobriskey        | GBR  | 4:03,75    |
| 3     | Shannon Rowbury       | USA  | 4:04,18    |
| 4     | Nuria Fernández       | ESP  | 4:04,91    |
| 5     | Christin Wurth-Thomas | USA  | 4:05,21    |
| 6     | Anna Willard          | USA  | 4:06,19    |
| 7     | Lidia Chojecka        | POL  | 4:07,17    |
| 8     | Kalkidan Gezahegne    | ETH  | 4:08,81    |

Finale: 23. August, 17:00 Uhr
WR: Qu Yunxia (CHN), 3:50,46 min, 1993

WL: Maryam Yusuf Jamal (BRN), 3:56,55 min
Natalia Rodríguez aus Spanien erreichte das Ziel zwar als Erste, wurde jedoch nachträglich disqualifiziert, weil sie während des Rennens die Äthiopierin Gelete Burka schuldhaft zu Fall gebracht hatte. Alle Läuferinnen, die das Ziel hinter Rodríguez erreicht hatten, rückten in der Wertung um einen Rang auf.
Dieser Wettbewerb war von gleich vier Dopingfällen belastet:
- Natalja Jewdokimowa, Russland – zunächst Achte. Ihr wurden in einem Bluttest verbotene Substanzen nachgewiesen und sie erhielt eine vierjährige Sperre, die am 14. April 2016 begann. Alle ihre zwischen dem 17. August 2009 und 29. Mai 2012 erzielten Ergebnisse wurden gestrichen.[28]
- Mariem Alaoui Selsouli, Marokko – für das Finale qualifiziert, dort jedoch nicht gestartet. Sie wurde positiv auf Erythropoetin (EPO) getestet, sodass ihr Resultat annulliert wurde. Außerdem wurde sie für zwei Jahre gesperrt. Sie wurde später ein zweites Mal positiv – hier auf das verbotene Mittel Furosemid – getestet und wurde für acht Jahre beginnend am 12. Juli 2012 gesperrt.[29]
- Anna Alminowa, Russland – im Halbfinale ausgeschieden. Sie erhielt zunächst eine am 8. Juli 2010 endende dreimonatige Sperre wegen Verstoßes gegen die Antidopingbestimmungen im Jahr 2009. Nachdem sie ein zweites Mal erwischt wurde, wobei es um nicht nachvollziehbare Unregelmäßigkeiten in ihrem Biologischen Pass ging, erhielt die Athletin eine Sperre von zwei Jahren und sechs Monaten – 16. Januar 2011 bis 15. Mai 2014. Außerdem wurden alle ihre seit dem 16. Februar 2009 erzielten Ergebnisse annulliert.[30]
- Alemitu Bekele, Türkei – im Vorlauf ausgeschieden. Ihr Biologischer Pass wies nicht akzeptable Unregelmäßigkeiten auf. Dies hatte für sie eine vierjährige Sperre bis zum 14. Februar 2016 zur Folge. Ihre vom 17. August 2009 an erzielten Resultate wurden gestrichen. Auch ihr hier über 5000 Meter erzielter dreizehnter Platz war von der Streichung betroffen.[31]

### 5000 m
| Platz | Athletin                 | Land | Zeit (min) |
| ----- | ------------------------ | ---- | ---------- |
| 1     | Vivian Cheruiyot         | KEN  | 14:57,97   |
| 2     | Sylvia Jebiwott Kibet    | KEN  | 14:58,33   |
| 3     | Meseret Defar            | ETH  | 14:58,41   |
| 4     | Sentayehu Ejigu          | ETH  | 15:03,38   |
| 5     | Meselech Melkamu         | ETH  | 15:03,72   |
| 6     | Iness Chepkesis Chenonge | KEN  | 15:06,06   |
| 7     | Silvia Weissteiner       | ITA  | 15:09,74   |
| 8     | Genzebe Dibaba           | ETH  | 15:11,12   |

Finale: 22. August, 19:35 Uhr

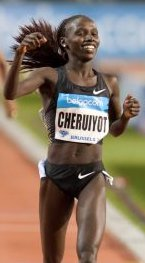
Vivian Cheruiyot – Vizeweltmeisterin 2007 und Weltmeisterin 2009

WR: Tirunesh Dibaba (ETH), 14:11,15 min, 2008

WL: Tirunesh Dibaba (ETH), 14:33,65 min
Es gab zwei Dopingfälle:
- Alemitu Bekele, Türkei – zunächst Dreizehnte. Ihr Biologischer Pass wies nicht akzeptable Unregelmäßigkeiten auf. Dies hatte für sie eine vierjährige Sperre bis zum 14. Februar 2016 zur Folge. Ihre vom 17. August 2009 an erzielten Resultate wurden gestrichen. Auch ihr hier über 1500 Meter erzieltes Ergebnis (sie war im Vorlauf ausgeschieden) war von der Streichung betroffen.[31]
- Jelisaweta Gretschischnikowa, Russland – im Vorlauf ausgeschieden. Sie wurde wegen Verstoßes gegen die Antidopingbestimmungen für zwei Jahre bis zum 15. Oktober 2015 gesperrt. Ihre seit dem Tag vor dem 5000-Meter-Vorlauf dieser Weltmeisterschaften erzielten Resultate wurden ihr aberkannt.[32]

### 10.000 m
| Platz | Athletin               | Land | Zeit (min) |
| ----- | ---------------------- | ---- | ---------- |
| 1     | Linet Chepkwemoi Masai | KEN  | 30:51,24   |
| 2     | Meselech Melkamu       | ETH  | 30:51,34   |
| 3     | Wude Ayalew            | ETH  | 30:51,95   |
| 4     | Grace Kwamboka Momanyi | KEN  | 30:52,25   |
| 5     | Meseret Defar          | ETH  | 30:52,37   |
| 6     | Amy Yoder Begley       | USA  | 31:13,78   |
| 7     | Yurika Nakamura        | JPN  | 31:14,39   |
| 8     | Kimberley Smith        | NZL  | 31:21,42   |

Datum: 15. August, 19:25 Uhr
WR: Wang Junxia (CHN), 29:31,78 min, 1993

WL: Meselech Melkamu (ETH), 29:53,80 min
Das Feld der 22 Läuferinnen lag nach langsamen sieben Kilometern (3:08 min/km) beisammen, als drei Äthiopierinnen und zwei Kenianerinnen das Tempo auf dem achten Kilometer verschärften (2:56 min/km) und einen großen Vorsprung herausholten, den die restlichen Läuferinnen nicht mehr aufholen konnten. Im Endspurt wähnte sich die Äthiopierin Meselech Melkamu als Siegerin und jubelte schon vor dem Zielstrich, als Linet Masai sich an ihr vorbeischob und damit die seit 1999 ununterbrochene Siegesserie der Äthiopierinnen beendete.
Weil neun Athletinnen der äußeren Startgruppe, unter ihnen Linet Chepkwemoi Masai (Erste), Wude Ayalew (Dritte), Grace Kwamboka Momanyi (Vierte) und Yurika Nakamura (Siebte), vorzeitig nach innen zogen, liefen sie eine zu kurze Strecke. Die von ihnen erzielten Zeiten wurden daher nicht für die Aufnahme in Bestenlisten anerkannt, an den Platzierungen änderte sich dagegen nichts.
Es gab drei Dopingfälle:
- Marija Konowalowa, Russland – zunächst Elfte. Sie wurde wegen Unregelmäßigkeiten in ihrem Biologischen Pass für zwei Jahre bis zum 26. Oktober 2017 gesperrt. Außerdem wurden alle ihre seit 2009 erzielten Resultate annulliert.[33]
- Kseniya Agafonova, Russland – zunächst Vierzehnte. Sie wurde wegen Verstoßes gegen die Antidopingbestimmungen vom 29. September 2017 an für zwei Jahre gesperrt. Ihr bei diesen Weltmeisterschaften erzieltes Resultat wurde ihr aberkannt.[34]
- Elvan Abeylegesse, Türkei – Rennen nicht beendet. Bei einem Nachtest einer Dopingprobe der Athletin von 2007 wurde das verbotene Mittel Stanozolol gefunden. Sie wurde für zwei Jahre gesperrt und ihre von 2007 bis 2009 erzielten Resultate wurden annulliert.[35]

### Marathon
| Platz | Athletin             | Land | Zeit (h) |
| ----- | -------------------- | ---- | -------- |
| 1     | Bai Xue              | CHN  | 2:25:15  |
| 2     | Yoshimi Ozaki        | JPN  | 2:25:25  |
| 3     | Aselefech Mergia     | ETH  | 2:25:32  |
| 4     | Zhou Chunxiu         | CHN  | 2:25:39  |
| 5     | Zhu Xiaolin          | CHN  | 2:26:08  |
| 6     | Marisa Barros        | POR  | 2:26:50  |
| 7     | Yuri Kanō            | JPN  | 2:26:57  |
| 8     | Alewtina Biktimirowa | RUS  | 2:27:39  |

Datum: 23. August, 11:15 Uhr

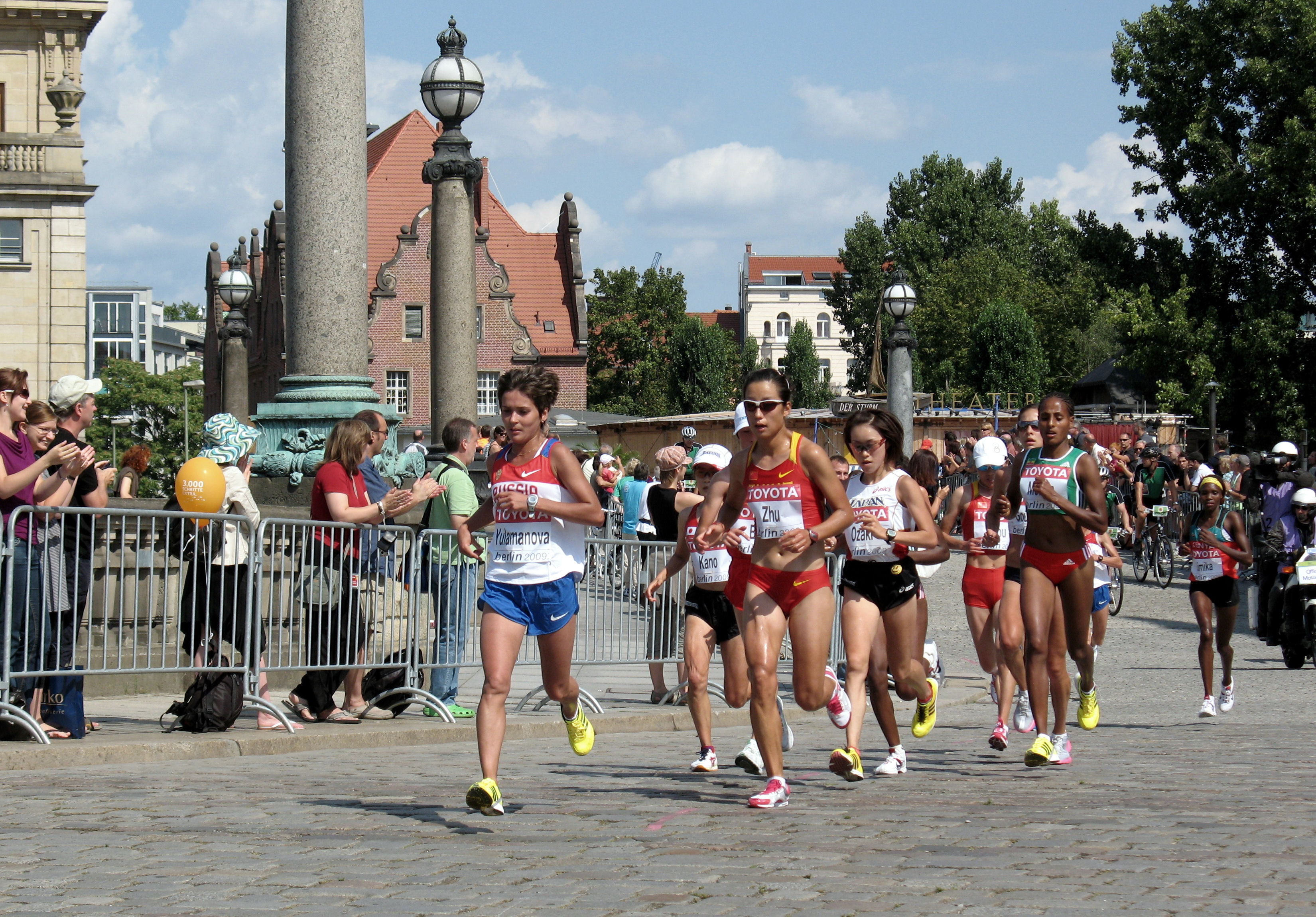
Die Marathonläuferinnen unterwegs

WR: Paula Radcliffe (GBR), 2:15:25 h, 2003

WL: Irina Mikitenko (GER), 2:22:11 h
Die Weltrekordhalterin Paula Radcliffe, die Weltjahresbeste Irina Mikitenko und die Titelverteidigerin Catherine Ndereba waren hier in Berlin nicht an den Start. In eher mäßigem Renntempo erreichte eine vergleichsweise große Führungsgruppe von 24 Läuferinnen die Halbmarathonmarke in 1:13:39 h. Nach und nach fielen immer mehr Wettbewerberinnen aus der Spitzengruppe heraus, bis bei Kilometer 35 nur noch die drei späteren Medaillengewinnerinnen das Rennen anführten. Die beiden Chinesinnen Zhou und Zhu folgten zwar bis zum Schluss nur wenige Sekunden dahinter, konnten das Führungstrio aber nicht einholen. Die Mitfavoritin Kara Goucher aus den USA verlor in dieser Phase aufgrund von Magenproblemen den Anschluss an die Verfolgergruppe. Die Entscheidung über die Medaillenvergabe fiel erst auf dem letzten Kilometer, als sich Bai Xue zuerst von Aselefech Mergia und dann von Yoshimi Ozaki lösen konnte. Von 71 gestarteten Läuferinnen erreichten 61 das Ziel, zwei weitere wurden disqualifiziert.
Doping:

Im Biologischen Pass der zunächst achtplatzierten Russin Nailja Julamanowa wurden kurz vor den Olympischen Spielen 2008 nicht erklärbare Abweichungen festgestellt. Die IAAF sprach eine Sperre von zwei Jahren aus. Julamanowas seit dem 15. August 2009 erzielte Resultate wurden annulliert.
Weitere Teilnehmerinnen aus deutschsprachigen Ländern:

Platz 16: Sabrina Mockenhaupt (GER), 2:30:07 h; Platz 33: Susanne Hahn (GER), 2:38:39 h; Platz 37: Patricia Morceli (SUI), 2:39:37 h; Rennen aufgegeben: Ulrike Maisch (GER), Luminita Zaituc (GER)

#### Marathon-Cup
| Platz | Land                | Athletinnen                                           | Zeit (h)\|- |
| ----- | ------------------- | ----------------------------------------------------- | ----------- |
| 1     | Volksrepublik China | Bai Xue Zhou Chunxiu Zhu Xiaolin                      | 7:17:02     |
| 2     | Japan               | Yoshimi Ozaki Yuri Kanō Yoshiko Fujinaga              | 7:22:15     |
| 3     | Äthiopien           | Aselefech Mergia Bezunesh Bekele Dire Tune            | 7:28:17     |
| 4     | USA                 | Kara Goucher Desiree Davila Tera Moody                | 7:32:20     |
| 5     | Russland            | Alewtina Biktimirowa Swetlana Sacharowa Olga Glock    | 7:34:31     |
| 6     | Kenia               | Julia Mumbi Muraga Irene Limika Risper Jemeli Kimaiyo | 7:39:51     |
| 7     | Südkorea            | Sun Suk-yun Park Ho-sun Lee Sun-young                 | 7:50:32     |
| 8     | Neuseeland          | Mary Davies Fiona Docherty Shireen Crumpton           | 8:00:37     |
| 9     | Frankreich          | Patricia Lossouarn Laurene Klein Stephanie Briand     | 8:13:43     |

Datum: 23. August, 11:15 Uhr
Im Marathonlauf gab es zusätzlich auch eine Teamwertung. Es waren fünf Läuferinnen je Nation zugelassen, für die Wertung wurden die Zeiten der jeweils besten drei addiert. Der Wettbewerb zählte allerdings nicht zum offiziellen Medaillenspiegel.
Die Russinnen fielen durch die dopingbedingte Disqualifikation vom dritten auf den fünften Platz zurück. Den Weltcup, der als Wettbewerb nicht zu den Weltmeisterschaften gehört, gewann China vor Japan und Äthiopien. Mit nur zwei Läuferinnen im Ziel kam Deutschland nicht in diese Wertung.

### 100 m Hürden
| Platz | Athletin                | Land | Zeit (s) |
| ----- | ----------------------- | ---- | -------- |
| 1     | Brigitte Foster-Hylton  | JAM  | 12,51    |
| 2     | Priscilla Lopes-Schliep | CAN  | 12,54    |
| 3     | Delloreen Ennis-London  | JAM  | 12,55    |
| 4     | Derval O’Rourke         | IRL  | 12,67 NR |
| 5     | Sally McLellan          | AUS  | 12,70    |
| 6     | Ginnie Powell           | USA  | 12,78    |
| 7     | Dawn Harper             | USA  | 12,81    |
| 8     | Perdita Felicien        | CAN  | 15,53    |

Finale: 19. August, 21:15 Uhr
Wind: +0,2 m/s
WR: Jordanka Donkowa (BUL), 12,21 s, 1988

WL: LoLo Jones (USA), 12,47 s
Doping:

Die bei diesen Weltmeisterschaften genommene Dopingprobe der im Halbfinale ausgeschiedenen Nigerianerin Olutoyin Augustus erwies sich als positiv, was juristisch allerdings erst im April 2010 Gültigkeit hatte. Sie erhielt eine zweijährige Sperre endend am 18. August 2011. Ihre zwischenzeitlich erzielten Resultate wurden wie auch die Ergebnisse von diesen Weltmeisterschaften gestrichen. Davon betroffen war auch die nigerianische 4-mal-100-Meter-Staffel.
Weitere Teilnehmerinnen aus deutschsprachigen Ländern:
- im Halbfinale ausgeschieden: Carolin Nytra (GER), 12,94 s
- im Vorlauf ausgeschieden: Lisa Urech (SUI), 13,36 s

### 400 m Hürden
| Platz | Athletin                 | Land | Zeit (s) |
| ----- | ------------------------ | ---- | -------- |
| 1     | Melaine Walker           | JAM  | 52,42 CR |
| 2     | Lashinda Demus           | USA  | 52,96    |
| 3     | Josanne Lucas            | TRI  | 53,20 NR |
| 4     | Kaliese Spencer          | JAM  | 53,56    |
| 5     | Tiffany Williams         | USA  | 53,83    |
| 6     | Natalja Antjuch          | RUS  | 54,11    |
| 7     | Anastassija Rabtschenjuk | UKR  | 54,78    |
| 8     | Angela Moroșanu          | ROM  | 55,04    |

Finale: 20. August, 20:15 Uhr

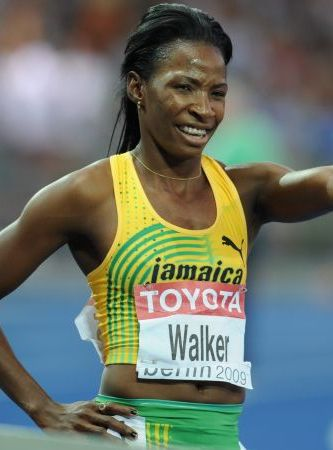
Freude bei Weltmeisterin Melaine Walker

WR: Julija Petschonkina (RUS), 52,34 s, 2003

WL: Lashinda Demus (USA), 52,63 s
Doping:

Die im Halbfinale ausgeschiedene Nigerianerin Amaka Ogoegbunam war die zweite bei diesen Weltmeisterschaften positiv getestete Athletin und wurde nach Verzicht auf das Öffnen der B-Probe umgehend disqualifiziert. Auch über 400 Meter war sie gestartet und dort ebenso im Halbfinale ausgeschieden.
Weitere Teilnehmerinnen aus deutschsprachigen Ländern:

im Halbfinale ausgeschieden: Jonna Tilgner (GER), 57,11 s

### 3000 m Hindernis
| Platz | Athletin                 | Land | Zeit (min) |
| ----- | ------------------------ | ---- | ---------- |
| 1     | Julija Sarudnewa         | RUS  | 9:08,39    |
| 2     | Milcah Chemos Cheywa     | KEN  | 9:08,57    |
| 3     | Gulnara Galkina          | RUS  | 9:11,09    |
| 4     | Jenny Barringer          | USA  | 9:12,50 AM |
| 5     | Habiba Ghribi            | TUN  | 9:12,52 NR |
| 6     | Ruth Bisibori Nyangau    | KEN  | 9:13,16    |
| 7     | Gladys Jerotich Kipkemoi | KEN  | 9:14,62    |
| 8     | Antje Möldner            | GER  | 9;18,54 DR |

Finale: 17. August, 20:30 Uhr
WR: Gulnara Galkina (RUS), 8:58,81 min, 2008

WL: Marta Domínguez (ESP), 9:09,39 min
Von Beginn an war das Rennen von einem hohen Tempo geprägt. Der erste Kilometer wurde in 3:01,26 min absolviert, der zweite in 3:05,19 min. Die russische Olympiasiegerin von 2008 und Weltrekordhalterin Gulnara Galkina galt als Favoritin, wurde jedoch am Ende nur Dritte. Auf der letzten Runde verlor sie überraschend den Anschluss an die Spitze. Stattdessen attackierte ihre Landsfrau Julija Sarudnewa rund zweihundert Meter vor dem Ziel. Nur die später dopingbedingt disqualifizierte Spanierin Marta Domínguez und Milcah Chemos Cheywa aus Kenia konnten ihr folgen. Sarudnewa hatte dem Schlussspurt der Spanierin nach dem letzten Hindernis jedoch nichts mehr entgegenzusetzen und konnte ihren Platz vor Cheywa nur mit Mühe verteidigen. Dank kluger Renneinteilung verbesserte Antje Möldner, die nach Marta Domínguez’ Disqualifikation auf Platz acht kam, ihren eigenen deutschen Rekord noch einmal, nachdem ihr das bereits zwei Tage zuvor in der Qualifikationsrunde gelungen war.
Dieser Wettbewerb war durch insgesamt vier Dopingfälle belastet:
- Marta Domínguez, Spanien – zunächst Erste. Sie wurde aufgrund von in ihrem Biologischen Pass gefundener Blutwerte, die auf Doping schließen lassen, 2015 nach Entscheidung des Internationalen Sportgerichtshof CAS für drei Jahre gesperrt, obwohl sie ihre Sportkarriere bereits beendet hatte. Außerdem wurden alle ihre Ergebnisse vom 5. August 2009 bis 4. Januar 2013 annulliert.[38]
- Hanane Ouhaddou, Marokko – im Vorlauf ausgeschieden. Sie wurde zweimal des Verstoßes gegen die Antidopingbestimmungen überführt und zuletzt mit einer Sperre von acht Jahren bis zum 10. Mai 2024 belegt. Ihre seit 2009 erzielten Resultate wurden annulliert.[39]
- Jekaterina Wolkowa, Russland (Titelverteidigerin) – im Vorlauf ausgeschieden. Sie wurde bei Nachtests von den Olympischen Spielen 2008 überführt, gegen die Antidopingbestimmungen verstoßen zu haben. Ihr Resultat von diesen Olympischen Spielen wurde ebenso wie das Ergebnis von diesen Weltmeisterschaften annulliert. Im Jahr 2016 wurde gegen sie außerdem eine Sperre von zwei Jahren verhängt.[40]
- Iríni Kokkinaríou, Griechenland – im Vorlauf ausgeschieden. Ihr wurden zusammen mit acht anderen Athleten kurz vor den Olympischen Spielen 2012 Abweichungen im Biologischen Pass nachgewiesen. Sie erhielt eine Sperre und unter anderem ihr Resultat von diesen Weltmeisterschaften wurde gestrichen.[41]

### 4 × 100 m Staffel
| Platz | Land                | Athletinnen | Zeit (s) |
| ----- | ------------------- | --- | -------- |
| 1     | Jamaika             | Simone Facey Shelly-Ann Fraser Aleen Bailey Kerron Stewart                                                                          | 42,06    |
| 2     | Bahamas             | Sheniqua Ferguson Chandra Sturrup Christine Amertil Debbie Ferguson-McKenzie                                                        | 42,29    |
| 3     | Deutschland         | Marion Wagner Anne Möllinger Cathleen Tschirch Verena Sailer                                                                        | 42,87    |
| 4     | Brasilien           | Rosemar Coelho Neto Lucimar Aparecida de Moura Thaíssa Presti Vanda Gomes                                                           | 43,13    |
| 5     | Großbritannien      | Laura Turner Montell Douglas Emily Freeman Emma Ania                                                                                | 43,16    |
| 6     | Trinidad und Tobago | Reyare Thomas Kelly-Ann Baptiste Ayanna Hutchinson Semoy Hackett                                                                    | 43,43    |
| 7     | Kolumbien           | Yomara Hinestroza Felipa Palacios Darlenys Obregón Norma González                                                                   | 43,43    |
| DOP   | Russland            | Jewgenija Poljakowa Alexandra Fedoriwa Julija Guschtschina Julija Tschermoschanskaja (Finale) im Vorlauf außerdem: Natalia Rusakowa | 43,00    |

Finale: 22. August, 20:00 Uhr
WR: DDR, 41,37 s, 1985

WL: USA, 41,58 s
Die Staffel aus Trinidad und Tobago stellte im Vorlauf mit 43,22 s einen Landesrekord auf.
Zwei Staffeln wurden disqualifiziert, weil Mitglieder dieser Teams gegen die Antidopingbestimmungen verstoßen hatten:
- Der positive Dopingbefund der Russin Julija Tschermoschanskaja, Russland führte dazu, dass die zunächst viertplatzierte russische Staffel disqualifiziert wurde. Tschermoschanskaja gehört zu den 98 Athleten, denen bei Nachtests kurz vor den Olympischen Spielen 2012 Verstöße gegen die Antidopingbestimmungen nachgewiesen wurden. Zahlreiche Resultate wurden ihr aberkannt wie den anderen betroffenen Athleten auch. Dazu gehörten ihre Staffelerfolge wie der Olympiasieg 2008 und auch ihr WM-Ergebnis 2009.[42]
- Die bei diesen Weltmeisterschaften genommene Dopingprobe der Nigerianerin Olutoyin Augustus erwies sich als positiv, was juristisch allerdings erst im April 2010 Gültigkeit hatte. Sie erhielt eine zweijährige Sperre endend am 18. August 2011. Ihre zwischenzeitlich erzielten Resultate wurden wie auch die Ergebnisse von diesen Weltmeisterschaften gestrichen. Davon betroffen war neben dem 100-Meter-Hürdenlauf, in dem Augustus das Halbfinale erreicht hatte, auch die Sprintstaffel, die im Vorlauf ausschied.[37]

### 4 × 400 m Staffel
| Platz | Land           | Athletinnen | Zeit (min) |
| ----- | -------------- | --- | ---------- |
| 1     | USA            | Debbie Dunn Allyson Felix (Finale) Lashinda Demus (Finale) Sanya Richards im Vorlauf außerdem: Jessica Beard Natasha Hastings                               | 3:17,83 WL |
| 2     | Jamaika        | Rosemarie Whyte Novlene Williams-Mills Shereefa Lloyd Shericka Williams (Finale) im Vorlauf außerdem: Kaliese Spencer                                       | 3:21,15    |
| 3     | Großbritannien | Lee McConnell Christine Ohuruogu (Finale) Vicki Barr Nicola Sanders im Vorlauf außerdem: Jennifer Meadows                                                   | 3:25,16    |
| 4     | Deutschland    | Fabienne Kohlmann Sorina Nwachukwu Esther Cremer Claudia Hoffmann                                                                                           | 3:27,61    |
| 5     | Nigeria        | Endurance Abinuwa Muizat Ajoke Odumosu Josephine Ehigie Folashade Abugan                                                                                    | 3:28,55    |
| 6     | Frankreich     | Virginie Michanol Aurélie Kamga Symphora Béhi Solen Désert-Mariller                                                                                         | 3:30,16    |
| 7     | Kuba           | Diosmely Peña (Finale) Daisurami Bonne Zulia Calatayud Indira Terrero im Vorlauf außerdem: Susana Clement                                                   | 3:36,99    |
| DOP   | Russland       | Anastassija Kapatschinskaja (Finale) Tatjana Firowa Ljudmila Litwinowa Antonina Kriwoschapka (Finale) im Vorlauf außerdem: Natalja Antjuch Natalja Nasarowa | 3:21,24    |

Finale: 23. August, 17:50 Uhr
WR: UdSSR, 3:15,17 min, 1988

WL: USA, 3:23,08 min
Zwei Staffeln wurden aufgrund von Verstößen gegen die Antidopingbestimmungen jeweils einer ihrer Läuferinnen disqualifiziert:
- Russland hatte zunächst Bronze gewonnen. Doch die hier beteiligte Anastassija Kapatschinskaja zeigte sich bei Nachtests der Resultate von den Olympischen Spielen 2008 sowie der Weltmeisterschaften 2011 mit Turinabol und Stanozolol gedopt. Sie erhielt eine nachträgliche vierjährige Sperre, die im betreffenden Zeitraum erzielten Resultate wurden gestrichen. Davon betroffen war auch ihr hier erzielter siebter Rang über 400 Meter.[25]
- Die Ukraine war im Vorlauf ausgeschieden. Die Proben eines Nachtests der in diesem Team beteiligten Tetjana Petljuk waren positiv. Ihre Resultate über 800 Meter und mit der 4-mal-400-Meter-Staffel bei diesen Weltmeisterschaften wurden annulliert. Außerdem erhielt die Athletin eine zweijährige Sperre bis zum 19. Februar 2015.[27]

### 20 km Gehen
| Platz | Athletin            | Land | Zeit (h) |
| ----- | ------------------- | ---- | -------- |
| 1     | Olive Loughnane     | IRL  | 1:28:58  |
| 2     | Liu Hong            | CHN  | 1:29:10  |
| 3     | Anissja Kirdjapkina | RUS  | 1:30:09  |
| 4     | Vera Santos         | POR  | 1:30:35  |
| 5     | Beatriz Pascual     | ESP  | 1:30:40  |
| 6     | Masumi Fuchise      | JPN  | 1:31:15  |
| 7     | Kristina Saltanovič | LTU  | 1:31:23  |
| -     | Elisa Rigaudo       | ITA  | 1:31:52  |

Datum: 16. August, 12:00 Uhr
WR: Olimpiada Iwanowa (RUS), 1:25:41 h, 2005

WL: Olga Kaniskina (RUS), 1:24:56 h
Doping:

Die zunächst siegreiche Russin Olga Kaniskina erhielt nach Entscheid des Internationalen Sportgerichtshofs CAS eine Sperre von August 2009 bis Oktober 2012. Der russische Leichtathletikverband hatte die Athletin vorher trotz ihrer Unregelmäßigkeiten im Biologischen Pass zunächst nicht sperren wollen. Nach der nun offiziellen Sanktion wurden auch Kaniskinas Ergebnisse in diesem Zeitraum gestrichen – darunter ihr Olympiagold von 2012 und ihr WM-Gold von 2009.
Weitere Teilnehmerinnen aus deutschsprachigen Ländern:
- Platz 24: Marie Polli (SUI), 1:36:44 h
- aufgegeben: Sabine Krantz (GER)

### Hochsprung
| Platz | Athletin              | Land | Höhe (m) |
| ----- | --------------------- | ---- | -------- |
| 1     | Blanka Vlašić         | CRO  | 2,04     |
| 2     | Ariane Friedrich      | GER  | 2,02     |
| 3     | Antonietta Di Martino | ITA  | 1,99     |
| 4     | Ruth Beitia           | ESP  | 1,99     |
| 5     | Swetlana Schkolina    | RUS  | 1,96     |
| 6     | Emma Green            | SWE  | 1,96     |
| 6     | Chaunté Howard        | USA  | 1,96     |
| 8     | Melanie Melfort       | FRA  | 1,92     |

Finale: 20. August, 19:10 Uhr

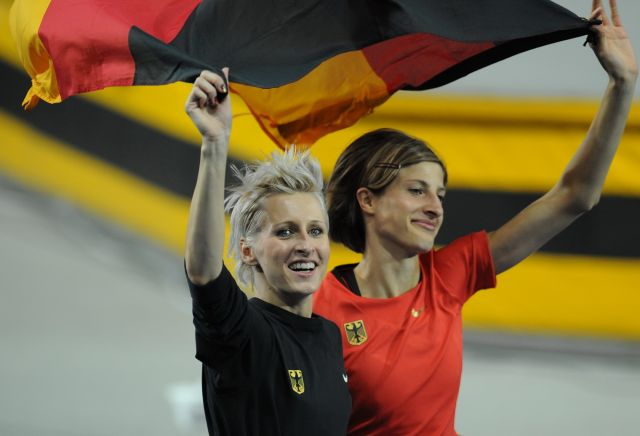
Ariane Friedrich und Meike Kröger nach dem Hochsprung-Finale

WR: Stefka Kostadinowa (BUL), 2,09 m, 1987

WL: Ariane Friedrich (GER), 2,06 m
In der Hochsprungkonkurrenz waren drei Dopingfälle zu verzeichnen:
- Anna Tschitscherowa, Russland – zunächst Zweite. Ihr wurde bei Nachtests der Einsatz der verbotenen Substanz Turinabol nachgewiesen. Nach Entscheidung des Internationalen Sportgerichtshofs CAS musste sie ihre olympische Bronzemedaille von 2008 und ihre Silbermedaille von diesen Weltmeisterschaften zurückgeben. Ihre beiden Goldmedaillen von den Weltmeisterschaften 2011 und den Olympischen Spielen 2012 durfte sie jedoch behalten.[44]
- Jelena Slessarenko, Russland – zunächst Zehnte. Auch der Olympiasiegerin von 2004 wurde Dopingmissbrauch mittels Turinabol nachgewiesen, sodass ihr Olympiaresultat von 2008 und auch ihr WM-Resultat von 2009 annulliert wurden.[45]
- Wita Palamar, Ukraine – in der Qualifikation ausgeschieden. Auch sie gehörte zu den zahlreichen Sportlern mit positiven Befunden bei Nachtests der Proben von den Olympischen Spielen 2008. Nach langen juristischen Auseinandersetzungen musste sie im Mai 2017 eine zweijährige Sperre antreten. Ihre Resultate von 2008 und 2009 wurden wie in vielen anderen ähnlich gelagerten Fällen gestrichen.[46]

Weitere Teilnehmerin aus deutschsprachigen Ländern:

Platz 9: Meike Kröger (GER), 1,87 m

### Stabhochsprung
| Platz | Athletin          | Land | Höhe (m) |
| ----- | ----------------- | ---- | -------- |
| 1     | Anna Rogowska     | POL  | 4,75     |
| 2     | Monika Pyrek      | POL  | 4,65     |
| 2     | Chelsea Johnson   | USA  | 4,65     |
| 4     | Silke Spiegelburg | GER  | 4,65     |
| 5     | Fabiana Murer     | BRA  | 4,55     |
| 6     | Kate Dennison     | GBR  | 4,55     |
| 7     | Anna Battke       | GER  | 4,40     |
| 7     | Tatjana Polnowa   | RUS  | 4,40     |

Finale: 17. August, 18:45 Uhr

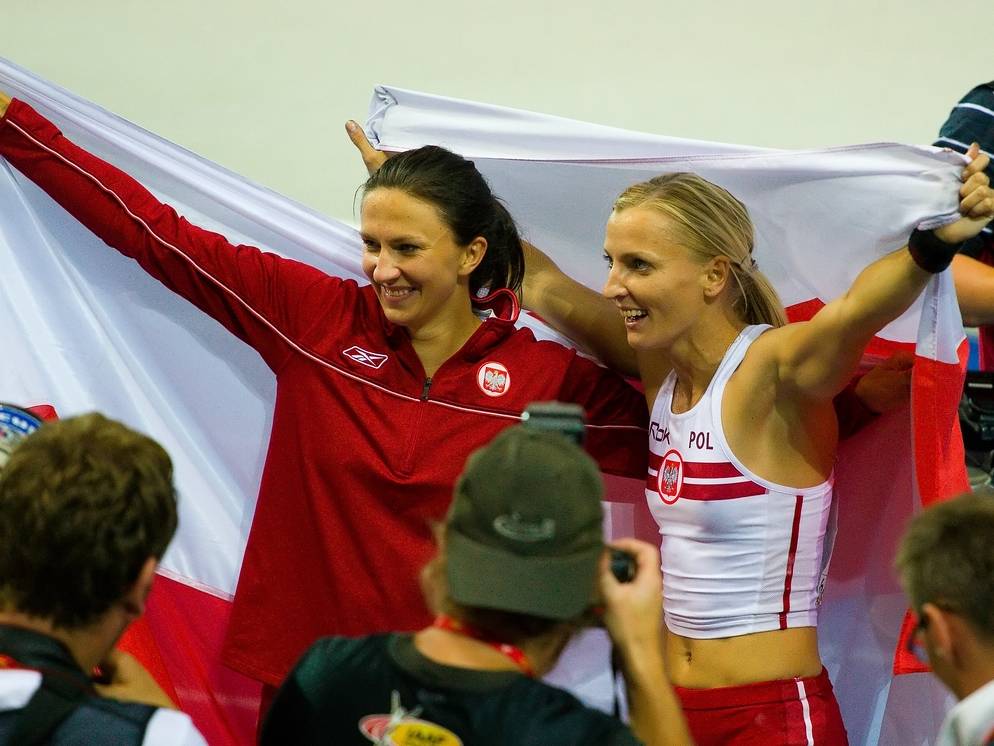
Monika Pyrek und Anna Rogowska nach dem polnischen Doppelerfolg im Stabhochsprung

WR: Jelena Issinbajewa (RUS), 5,05 m, 2008

WL: Jelena Issinbajewa (RUS), 4,85 m
Die Titelverteidigerin Jelena Issinbajewa ging als hohe Favoritin in den Wettkampf. Während alle anderen Teilnehmerinnen im Finale mit einer Höhe von 4,25 m oder 4,40 m begannen, wählte Issinbajewa mit 4,75 m wie gewohnt einen späten Einstieg. Da sie an dieser Höhe zunächst scheiterte, während Anna Rogowska sie im ersten Versuch überquerte, ließ Issinbajewa 4,80 m auflegen. Auch diese Marke konnte die Weltrekordinhaberin zweimal nicht bewältigen und blieb so als einzige Finalteilnehmerin ohne gültigen Versuch. Rogowska reichten die übersprungenen 4,75 m zum Sieg. Dahinter gewannen Monika Pyrek und die bis dahin unbekannte Chelsea Johnson – mit 4,65 m im ersten Versuch höhengleich – beide die Silbermedaille. Die Deutsche Silke Spiegelburg übersprang zwar auch 4,65 m. Da ihr dies jedoch erst im zweiten Versuch gelang, wurde sie Vierte. Eine Bronzemedaille wurde nicht vergeben.
Weitere Teilnehmerinnen aus deutschsprachigen Ländern:
- Platz 10: Kristina Gadschiew (GER), 4,40 m
- in der Qualifikation ausgeschieden: Nicole Büchler (SUI), 4,50 m

### Weitsprung
| Platz | Athletin           | Land | Weite (m) |
| ----- | ------------------ | ---- | --------- |
| 1     | Brittney Reese     | USA  | 7,10 WL   |
| 2     | Karin Melis Mey    | TUR  | 6,80      |
| 3     | Naide Gomes        | POR  | 6,77      |
| 4     | Olga Kutscherenko  | RUS  | 6,77      |
| 5     | Shara Proctor      | AIA  | 6,71 NR   |
| 6     | Maurren Higa Maggi | BRA  | 6,68      |
| 7     | Ksenija Balta      | EST  | 6,62      |
| 8     | Brianna Glenn      | USA  | 6,59      |

Finale: 23. August, 16:15 Uhr
WR: Galina Tschistjakowa (URS) 7,52 m, 1988

WL: Brittney Reese (USA) 7,06 m
Doping:

Der zunächst zweitplatzierten Russin Tatjana Lebedewa wurde bei Nachtests der Einsatz von Turinabol nachgewiesen. Auch in ihrem Fall dauerte es mehrere Jahre bis zur juristisch feststehenden Entscheidung. Ihre Silbermedaillen von den Olympischen Spielen 2008 im Weit- und Dreisprung sowie von den Weltmeisterschaften 2009 im Weitsprung musste sie schließlich zurückgeben. Auch ihr sechster Platz im Dreisprung von diesen Weltmeisterschaften wurde ihr aberkannt. Darüber hinaus hatte sie eine vierjährige Sperre hinzunehmen.
Weitere Teilnehmerinnen aus deutschsprachigen Ländern:

in der Qualifikation ausgeschieden: Melanie Bauschke (GER), 6,32 m; Bianca Kappler (GER), 6,29 m; Beatrice Marscheck (GER), 6,19 m

### Dreisprung
| Platz | Athletin         | Land | Weite (m) |
| ----- | ---------------- | ---- | --------- |
| 1     | Yargelis Savigne | CUB  | 14,95     |
| 2     | Mabel Gay        | CUB  | 14,61     |
| 3     | Anna Pjatych     | RUS  | 14,58     |
| 4     | Biljana Topić    | SRB  | 14,52 NR  |
| 5     | Trecia Smith     | JAM  | 14,48     |
| 6     | Cristina Bujin   | ROM  | 14,26     |
| 7     | Dana Velďáková   | SVK  | 14,25     |
| 8     | Xie Limei        | CHN  | 14,16     |

Finale: 17. August, 20:00 Uhr
WR: Inessa Krawez (UKR) 15,50 m, 1995

WL: Nadeschda Aljochina (RUS), 15,14 m
Im Dreisprung gab es zwei Dopingfälle:
- Tatjana Lebedewa, Russland – zunächst Sechste. Ihr wurde bei der Einsatz von Turinabol nachgewiesen. Auch in ihrem Fall dauerte es mehrere Jahre bis zur juristisch feststehenden Entscheidung. Ihre Silbermedaillen von den Olympischen Spielen 2008 im Weit- und Dreisprung sowie von den Weltmeisterschaften 2009 im Dreisprung musste sie schließlich zurückgeben. Auch ihr zweiter Platz im Weitsprung von diesen Weltmeisterschaften wurde ihr aberkannt. Darüber hinaus hatte sie eine vierjährige Sperre hinzunehmen.[47]
- Athanasia Perra, Griechenland – in der Qualifikation ausgeschieden. Sie wurde wegen Verstoßes gegen die Antidopingbestimmungen bei diesen Weltmeisterschaften disqualifiziert.[48]

Weitere Teilnehmerin aus deutschsprachigen Ländern:

in der Qualifikation ausgeschieden: Katja Demut (GER), 11,38 m

### Kugelstoßen
| Platz | Athletin           | Land | Weite (m) |
| ----- | ------------------ | ---- | --------- |
| 1     | Valerie Vili       | NZL  | 20,44     |
| 2     | Nadine Kleinert    | GER  | 20,20     |
| 3     | Gong Lijiao        | CHN  | 19,89     |
| 4     | Anna Awdejewa      | RUS  | 19,66     |
| 5     | Michelle Carter    | USA  | 18,96     |
| 6     | Li Meiju           | CHN  | 18,76     |
| 7     | Misleydis González | CUB  | 18,74     |
| 8     | Mailín Vargas      | CUB  | 18,67     |

Finale: 16. August, 20:20 Uhr
WR: Natalja Lissowskaja (URS) 22,63 m, 1987

WL: Valerie Vili (NZL), 20,69 m
Die beiden späteren Erstplatzierten machten den Sieg unter sich aus, außer ihnen übertraf keine Konkurrentin die 20-Meter-Marke. Nadine Kleinert ging mit Einstellung ihrer persönlichen Bestleistung von 20,06 m im ersten Versuch in Führung. Mit ihrem dritten Stoß verbesserte sie sich noch einmal auf 20,20 m. Die Titelverteidigerin Valerie Vili, spätere Valerie Adams, setzte sich in der dritten Runde mit 20,25 m an die Spitze, steigerte sich mit ihrem fünften Stoß auf 20,44 m und hatte mit drei ihrer fünf gültigen Versuche die beste Weite. Sie ist die erste Neuseeländerin, die zweimal Leichtathletik-Weltmeisterin werden konnte. Mit Bronze gelang der zwanzigjährigen Chinesin Gong Lijiao, die bei den Weltmeisterschaften 2007 das Finale erreicht hatte und bei den Olympischen Spielen 2008 ebenfalls Bronze gewonnen hatte, ein weiterer Medaillengewinn bei einem Weltjahreshöhepunkt. Die – wie sich später herausstellte – gedopte Belarussin Natallja Michnewitsch, unter den Finalteilnehmerinnen diejenige mit der höchsten persönlichen Bestleistung (20,70 m im Jahr 2008), blieb weit unter ihren Möglichkeiten, landete auf dem vierten Platz und wurde später disqualifiziert – siehe unten.
Doping:

Der Nachtest einer Probe von den Olympischen Spielen 2008 der zunächst viertplatzierten Belarussin Natallja Michnewitsch enthielt Stanozolol und Metandienon. Ihre Resultate von 2008 wurden annulliert, ebenso ihr Ergebnis von diesen Weltmeisterschaften. Außerdem wurde sie für zwei Jahre bis zum 10. April 2015 gesperrt.
Weitere Teilnehmerinnen aus deutschsprachigen Ländern:

Platz 11: Denise Hinrichs (GER), 18,39 m; Platz 12: Christina Schwanitz (GER), 17,84 m

### Diskuswurf
| Platz | Athletin             | Land | Weite (m) |
| ----- | -------------------- | ---- | --------- |
| 1     | Dani Samuels         | AUS  | 65,44     |
| 2     | Yarelys Barrios      | CUB  | 65,31     |
| 3     | Nicoleta Grasu       | ROM  | 65,20     |
| 4     | Żaneta Glanc         | POL  | 62,66     |
| 5     | Song Aimin           | CHN  | 62,42     |
| 6     | Nadine Müller        | GER  | 62,04     |
| 7     | Natalja Sadowa       | RUS  | 61,78     |
| 8     | Mélina Robert-Michon | FRA  | 60,92     |

Finale: 21. August, 20:20 Uhr
WR: Gabriele Reinsch (GDR), 76,80 m, 1988

WL: Stephanie Brown Trafton (USA), 66,21 m
Doping:

Die Dopingprobe der in der Qualifikation ausgeschiedenen Ukrainerin Olena Antonowa enthielt Stanozolol. Ihr Ergebnis wurde gestrichen und sie erhielt eine zweijährige Sperre bis zum 22. Juli 2015.
Weitere Teilnehmerin aus deutschsprachigen Ländern:

in der Qualifikation ausgeschieden: Franka Dietzsch (GER), 58,44 m

### Hammerwurf
| Platz | Athletin          | Land | Weite (m) |
| ----- | ----------------- | ---- | --------- |
| 1     | Anita Włodarczyk  | POL  | 77,96 WR  |
| 2     | Betty Heidler     | GER  | 77,12 DR  |
| 3     | Martina Hrašnová  | SVK  | 74,79     |
| 4     | Kathrin Klaas     | GER  | 74,23     |
| 5     | Zhang Wenxiu      | CHN  | 72,57     |
| 6     | Tatjana Lyssenko  | RUS  | 72,22     |
| 7     | Jessica Cosby     | USA  | 72,17     |
| 8     | Clarissa Claretti | ITA  | 71,56     |

Finale: 22. August, 19:30 Uhr

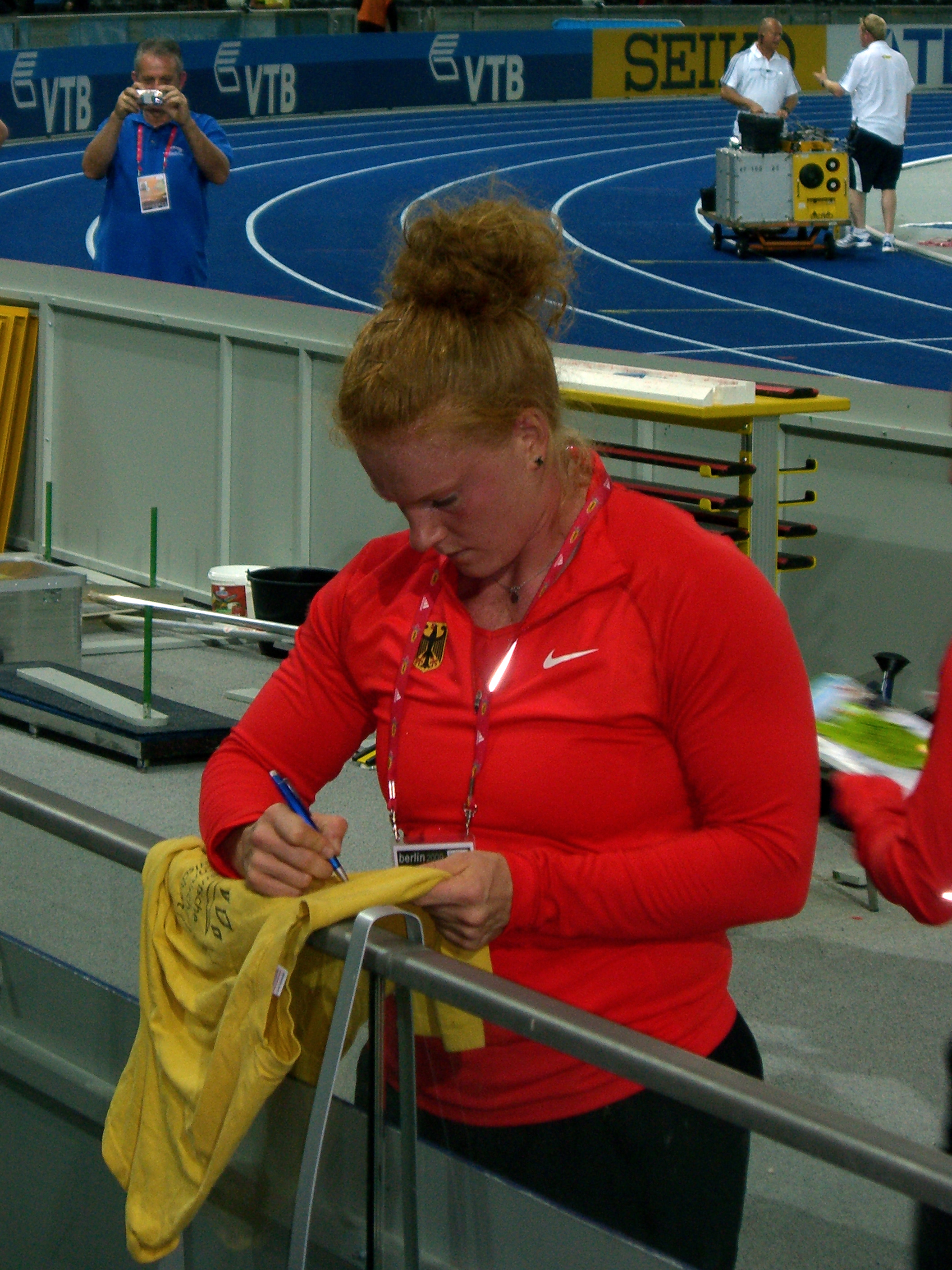
Die zweitplatzierte Betty Heidler nach ihrer Ehrenrunde

WR: Tatjana Lyssenko (RUS), 77,80 m, 2006

WL: Anita Włodarczyk (POL), 77,20 m
Titelverteidigerin Betty Heidler hatte in der Qualifikation mit 75,27 m einen neuen Meisterschaftsrekord aufgestellt und ging auch im Finale nach dem ersten Versuch in Führung. Im zweiten Durchgang konterte Anita Włodarczyk mit der neuen Weltrekordweite von 77,96 m. Beim Jubel über diesen Wurf verletzte sie sich am Sprunggelenk und setzte die nächsten drei Versuche aus. Kathrin Klaas rückte mit einer persönlichen Bestleistung im dritten Versuch zwischenzeitlich auf den dritten Rang vor, von dem sie Martina Hrašnová allerdings im fünften Durchgang noch verdrängen konnte. Im letzten Versuch verbesserte Heidler ihren eigenen Deutschen Rekord um 67 Zentimeter, konnte jedoch Włodarczyk den Sieg nicht mehr nehmen. Die entthronte Weltrekordhalterin Tatjana Lyssenko kam nach einer kurz zuvor abgelaufenen zweijährigen Dopingsperre nicht über den sechsten Platz hinaus. Die hier noch als aktuelle Olympiasiegerin angetretene Aksana Mjankowa, die diesen Titel nach Aufdeckung ihres Dopingbetrugs (siehe unten) wieder abgeben musste, schied bereits in der Qualifikation aus. Auch dieses Resultat wurde später wegen Dopingvergehens annulliert.
Der Hammerwurf-Wettbewerb war von drei Dopingfällen überschattet. Betroffen waren jeweils in der Qualifikation ausgeschiedene Athletinnen:
- Aksana Mjankowa, Belarus – Nachtests ihrer Proben von den Olympischen Spielen 2008 und 2012 enthielten Stanozolol und Oxandrolon. Ihre Resultate dieser Veranstaltungen wurden wie bei den meisten anderen der betroffenen Athleten annulliert, ebenso ihr Ergebnis von diesen Weltmeisterschaften.[49]
- Darja Ptschelnik, Belarus – In Nachtests ihrer Proben von den Olympischen Spielen 2008 wurde Stanozolol nachgewiesen. Ihr Ergebnis von 2008 wurde wie bei den meisten anderen der betroffenen Athleten annulliert, ebenso ihr Resultat von diesen Weltmeisterschaften.[51]
- Zalina Marghieva, Republik Moldau – Eine positive Dopingprobe führte zur Streichung der Athletin aus der Mannschaft der Republik Moldau für die Olympischen Spiele 2012. Ihr Resultat von diesen Weltmeisterschaften wurde im Zuge der sich daraus ergebenden Konsequenzen gestrichen.[52]

Weitere Teilnehmerin aus deutschsprachigen Ländern:

in der Qualifikation ausgeschieden: Andrea Bunjes (GER), 67,01 m

### Speerwurf
| Platz | Athletin            | Land | Weite (m) |
| ----- | ------------------- | ---- | --------- |
| 1     | Steffi Nerius       | GER  | 67,30     |
| 2     | Barbora Špotáková   | CZE  | 66,42     |
| 3     | Monica Stoian       | ROM  | 64,51     |
| 4     | Christina Obergföll | GER  | 64,34     |
| 5     | Linda Stahl         | GER  | 63,23     |
| 6     | Osleidys Menéndez   | CUB  | 63,11     |
| 7     | Savva Lika          | GRE  | 60,29     |
| 8     | Wera Rebrik         | UKR  | 58,25     |

Finale: 18. August, 19:25 Uhr
WR: Barbora Špotáková (CZE), 72,28 m, 2008

WL: Christina Obergföll (GER), 68,59 m
Doping:

Die zunächst drittplatzierte Russin Marija Abakumowa wurde wegen Dopings mit Turinabol disqualifiziert. Die verbotene Substanz war bei Nachtests früherer Proben gefunden worden. Die Athletin musste auch die Silbermedaille von den Olympischen Spielen 2008 sowie weitere später gewonnene Medaillen zurückgeben. Darüber hinaus hatte sie eine vierjährige Sperre hinzunehmen.
Weitere Teilnehmerin aus deutschsprachigen Ländern:

in der Qualifikation ausgeschieden: Elisabeth Pauer (AUT), 50,88 m

### Siebenkampf
| Platz | Athletin                   | Land | Punkte  |
| ----- | -------------------------- | ---- | ------- |
| 1     | Jessica Ennis              | GBR  | 6731 WL |
| 2     | Jennifer Oeser             | GER  | 6493    |
| 3     | Kamila Chudzik             | POL  | 6471    |
| 4     | Natalija Dobrynska         | UKR  | 6444    |
| 5     | Ljudmyla Jossypenko        | UKR  | 6416    |
| 6     | Hanna Melnytschenko        | UKR  | 6414    |
| 7     | Antoinette Nana Djimou Ida | FRA  | 6323    |
| 8     | Julia Mächtig              | GER  | 6265    |

Datum: 15./16. August

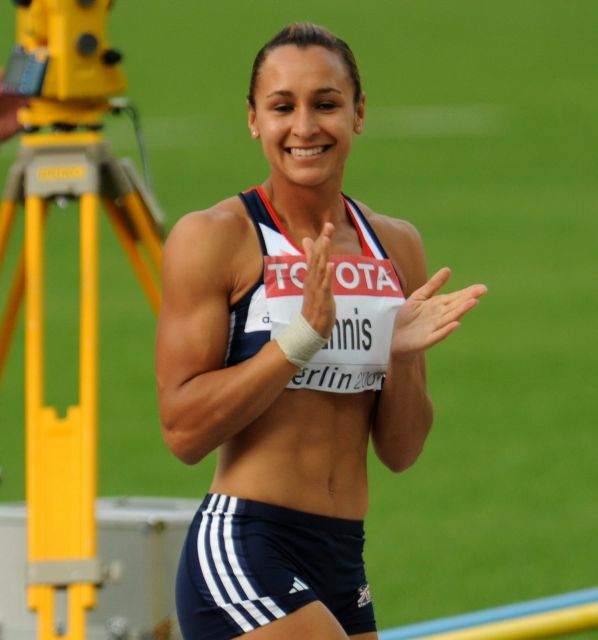
Erster ganz großer Titel für Jessica Ennis

WR: Jackie Joyner-Kersee (USA), 7291 Punkte, 1988

WL: Jessica Ennis (GBR), 6587 Punkte
Die Weltjahresbeste Jessica Ennis ging nach Siegen im 100-Meter-Hürdenlauf und im Hochsprung sofort deutlich in Führung. Mit dem besten Ergebnis im Kugelstoßen konnte die Olympiasiegerin von 2008 Natalija Dobrynska ihren Rückstand zwischenzeitlich verkürzen. Jessica Ennis beendete den ersten Wettkampftag mit der schnellsten Zeit im 200-Meter-Lauf. Die beste Leistung im Weitsprung erzielte Kamila Chudzik. Beste Speerwerferin war Linda Züblin, die dabei sogar einen neuen Landesrekord für die Schweiz aufstellte. in der Gesamtwertung jedoch keine Rolle spielte. Vor dem abschließenden 800-Meter-Lauf lag Jessica Ennis komfortabel in Führung, dahinter kämpften Kamila Chudzik, Jennifer Oeser und Natalija Dobrynska um Silber und Bronze. Trotz eines Sturzes eine Runde vor dem Ziel gelang es Oeser, Chudzik noch vom zweiten Rang der Gesamtwertung zu verdrängen, während Dobrynska auf dem medaillenlosen vierten Rang blieb. Die beste Zeit über 800 Meter erzielte die später wegen Verstoßes gegen die Antidopingbestimmungen disqualifizierte Tatjana Tschernowa (siehe unten). Jessica Ennis hatte keine Mühe, ihre Gesamtführung bis zum Ende zu verteidigen. Ennis und Oeser stellten neue persönliche Bestleistungen im Siebenkampf auf.
Doping:

Die zunächst achtplatzierte Russin Tatjana Tschernowa war eine Mehrfachtäterin, erstmals aufgefallen mit einem positiven Befund auf Turinabol aus einem Nachtest von diesen Weltmeisterschaften. Ihr Resultat wurde annulliert und die Athletin erhielt eine zweijährige Sperre (22. Juli 2013 bis 21. Juli 2015). Letztlich wurden ihr auf der Grundlage des McLaren-Reports, der sich mit dem russischen Staatsdoping befasste, sämtliche Ergebnisse vom 17. August 2008 bis 5. Februar 2016 aberkannt.
Weitere Teilnehmerinnen aus deutschsprachigen Ländern:
- Platz 9: Julia Mächtig (GER), 6265 Punkte; Platz 16: Linda Züblin (SUI), 5934 Punkte.
- nach der dritten Disziplin verletzt aufgegeben: Lilli Schwarzkopf (GER)

## Videolinks
- 2009 World Championships Opening Ceremony, youtube.com, abgerufen am 16. November 2020
- Best of Berlino, mascot of the Berlin 2009 Athletics World Championships, youtube.com, abgerufen am 16. November 2020
- World Championship Berlin 2009, Highlights, Day 1, youtube.com, abgerufen am 16. November 2020
- World Championship Berlin 2009, Highlights, Day 2, youtube.com, abgerufen am 16. November 2020
- World Championship Berlin 2009, Highlights, Day 3, youtube.com, abgerufen am 16. November 2020
- World Championship Berlin 2009, Highlights, Day 4, youtube.com, abgerufen am 16. November 2020
- World Championship Berlin 2009, Highlights, Day 5, youtube.com, abgerufen am 16. November 2020
- World Championship Berlin 2009, Highlights, Day 6, youtube.com, abgerufen am 16. November 2020
- World Championship Berlin 2009, Highlights, Day 7, youtube.com, abgerufen am 16. November 2020
- World Championship Berlin 2009, Highlights, Day 8, youtube.com, abgerufen am 16. November 2020
- World Championship Berlin 2009, Highlights, Day 9, youtube.com, abgerufen am 16. November 2020
- Closing ceremony - 12th IAAF World Championships in Athletics Berlin 2009, youtube.com, abgerufen am 16. November 2020